# Peugeot 308
Peugeot 308 (укр. Пежо 308) — сімейство компактних автомобілів компанії Peugeot, яке замінило Peugeot 307 в 2007 році.

## Перше покоління (2007—2013)

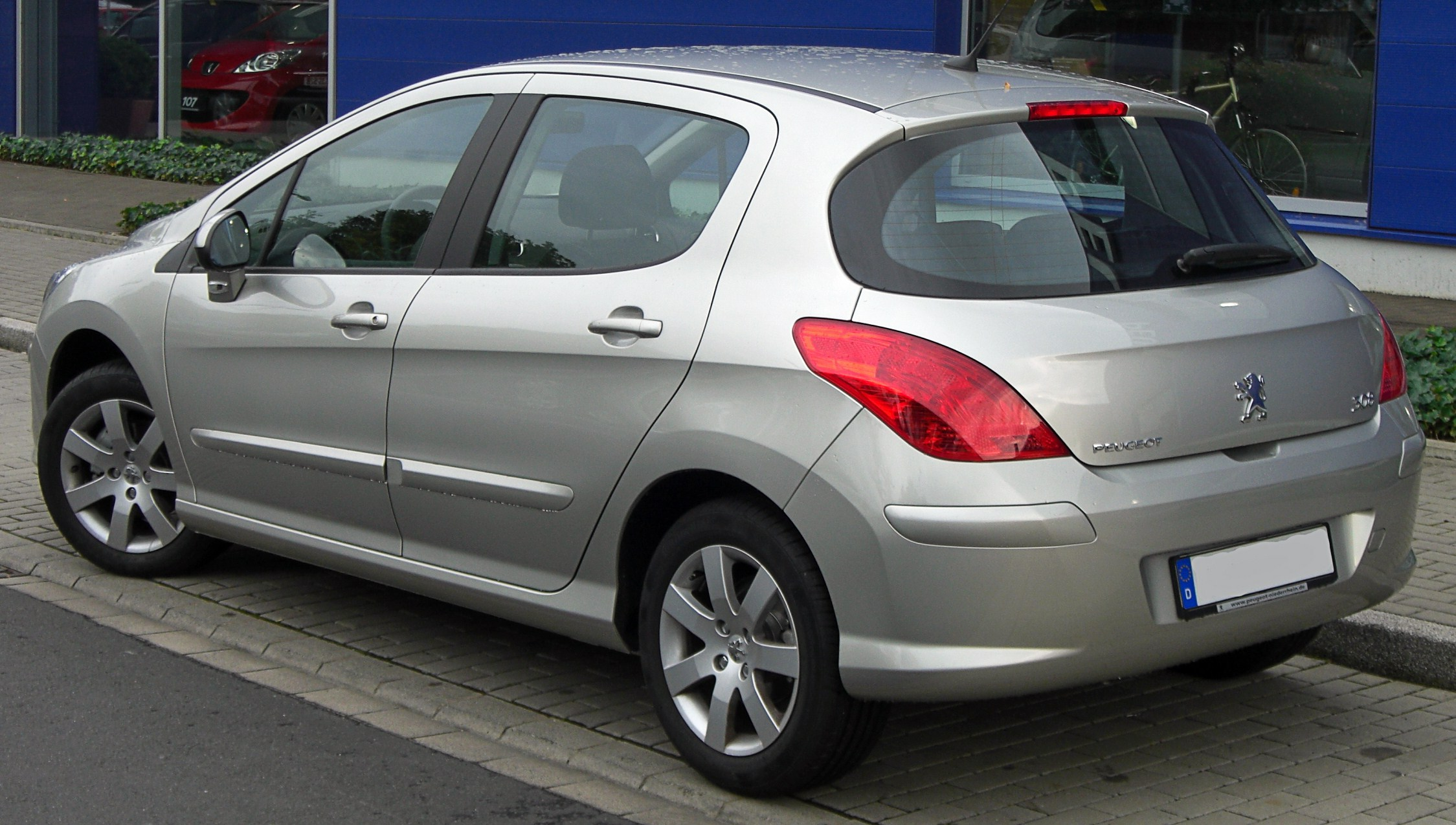
Peugeot 308 5-Дверей (2007—2011)

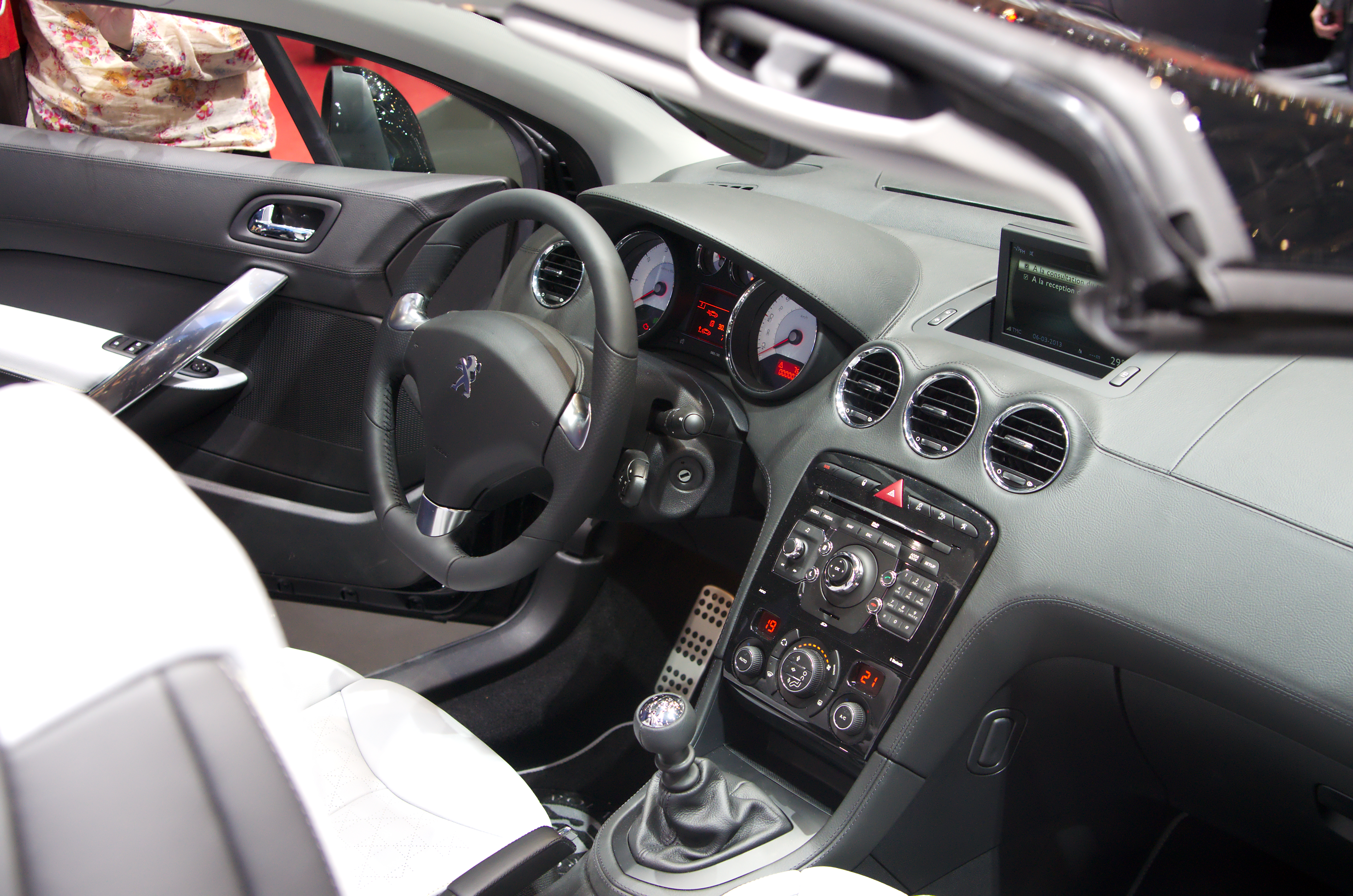
Салон Peugeot 308

В вересні 2007 року Peugeot 308 першого покоління дебютував в кузові 3-х і 5-ти дверний хетчбек. Автомобіль став третьою моделлю концерну PSA, побудованою на загальній модульній платформі PSA PF2, створеній в 2001 році і спроектованій концерном спеціально під вимоги ринкового сегменту C-класу.
У порівнянні зі своїм попередником — Peugeot 307 нова машина стала трохи ширшою, при тій же колії, і трохи нижчою, що призвело до збільшення внутрішнього об'єму. Підвіски зі стійками McPherson спереду і напівзалежною балкою ззаду перенастроїли. Передня частина автомобіля була дещо перероблена, що дозволило забезпечити відповідність більш жорстким вимогам EuroNCAP. Також змінилася і силова структура кузова, в якій збільшилося число елементів з високоміцних сталей, при цьому жорсткість кузова на скручування збільшилася на 25 %. Це дозволило виключити верхню панель даху із загальної силової схеми кузова, і встановлювати замість неї панорамний скляний дах..
В 2008 році дебютував універсал Peugeot 308 SW.
В 2009 році дебютував кабріолет з твердим дахом Peugeot 308 CC.
В 2010 році представили купе Peugeot 308 RCZ.
Всього виготовили близько 1 400 000 автомобілів першого покоління.

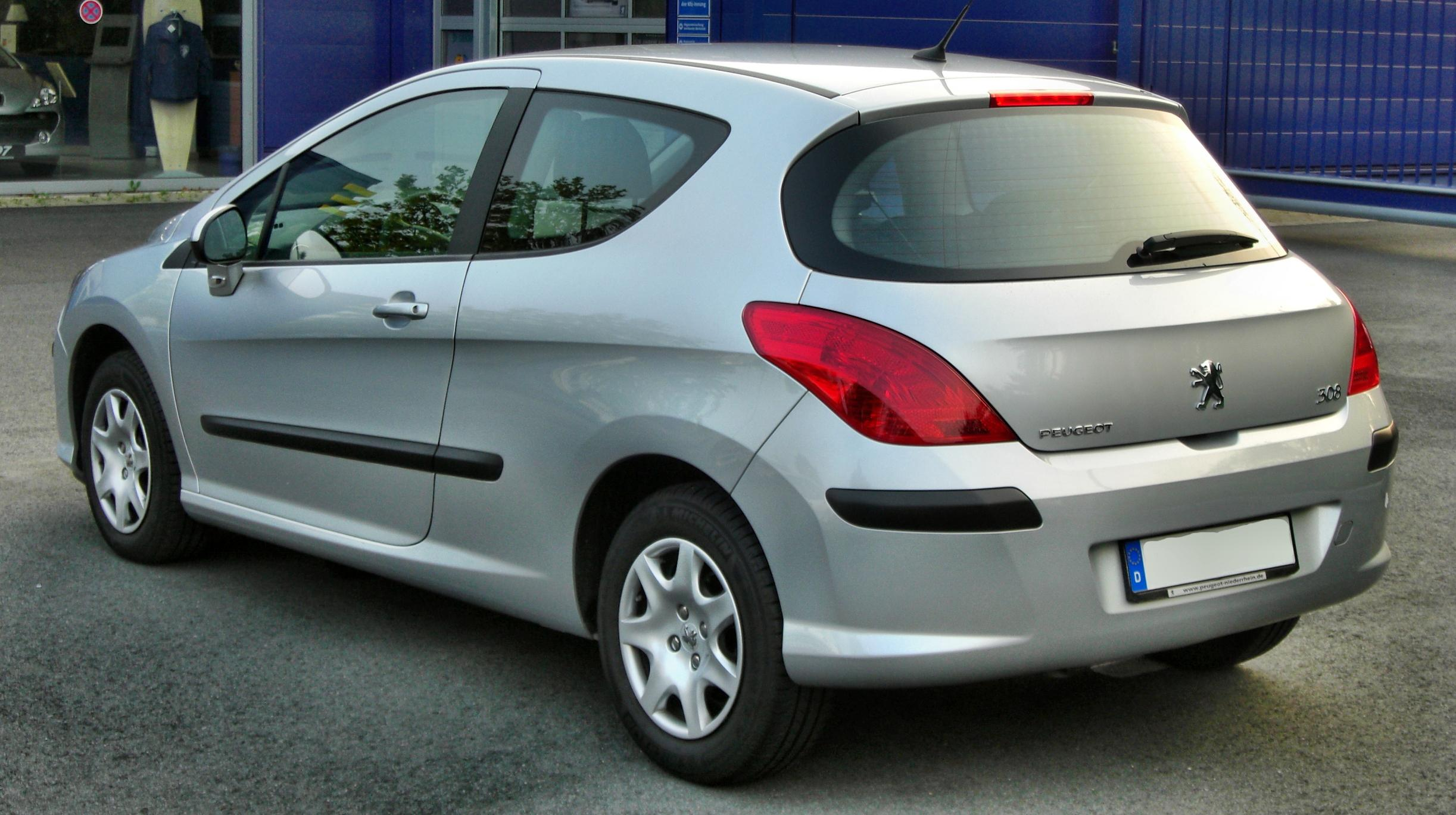
Peugeot 308 3-Дверей (2007-2011)
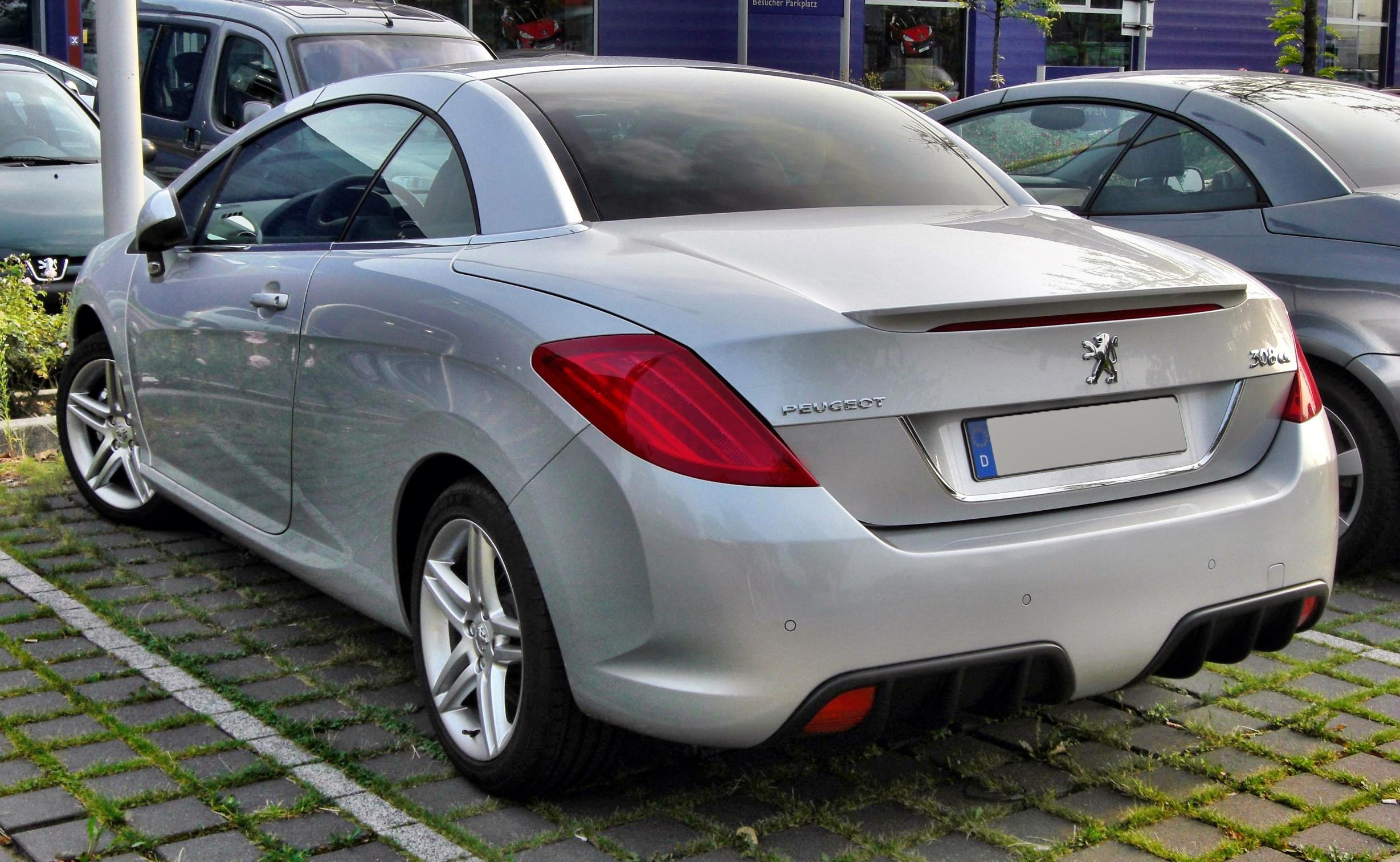
Peugeot 308 CC (2009-2011)
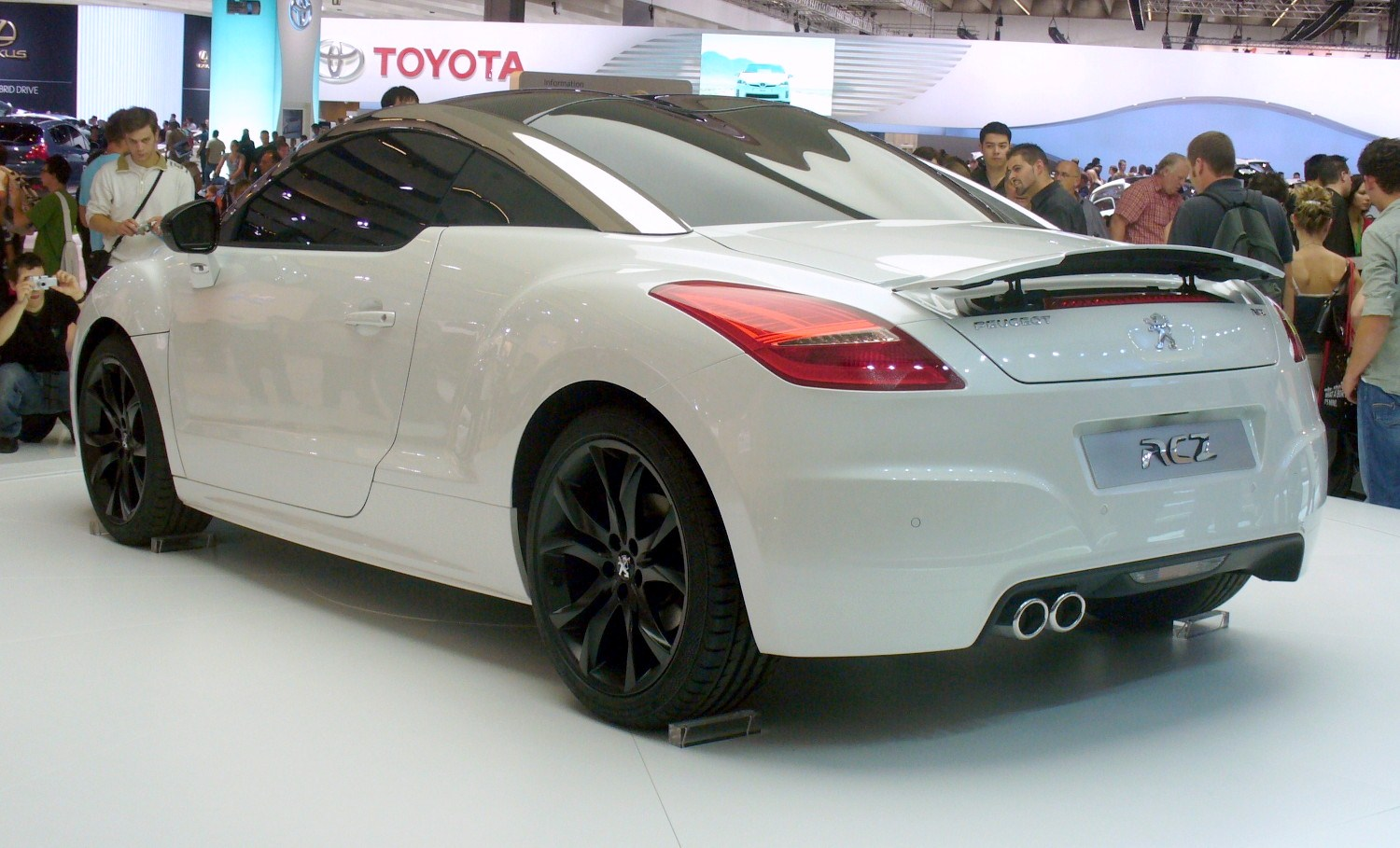
Peugeot 308 RCZ (з 2010)

### 308 SW

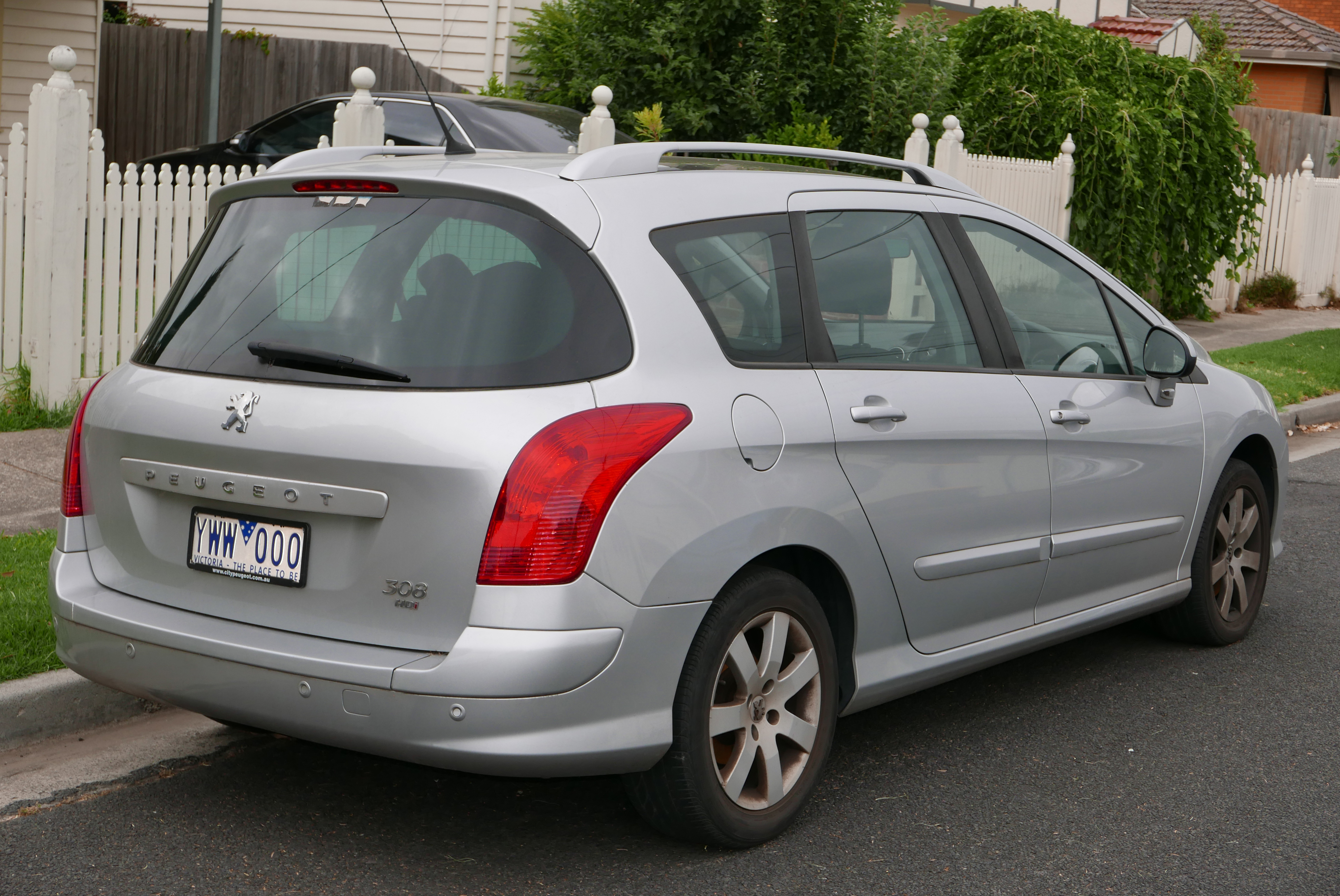
Peugeot 308 SW (2008—2011)

Універсал 308 SW виготовлявся з весни 2008 року, до 2012 року. Опційно був доступний третій ряд сидінь, як і в попередника. Колісна база в порівнянні з хетчбеком 308 додала 100 мм (до 2708 мм), а довжина збільшилася до 4,5 м. Сидіння другого ряду регулювалися в поздовжньому напрямку, їх можна міняти місцями або зовсім демонтувати. Третій ряд складався врівень з підлогою. Обсяг багажного відділення при складених кріслах другого і третього ряду і передньому пасажирському складав 2149 л, а в звичайній конфігурації — 674 л.

### 308 GTi

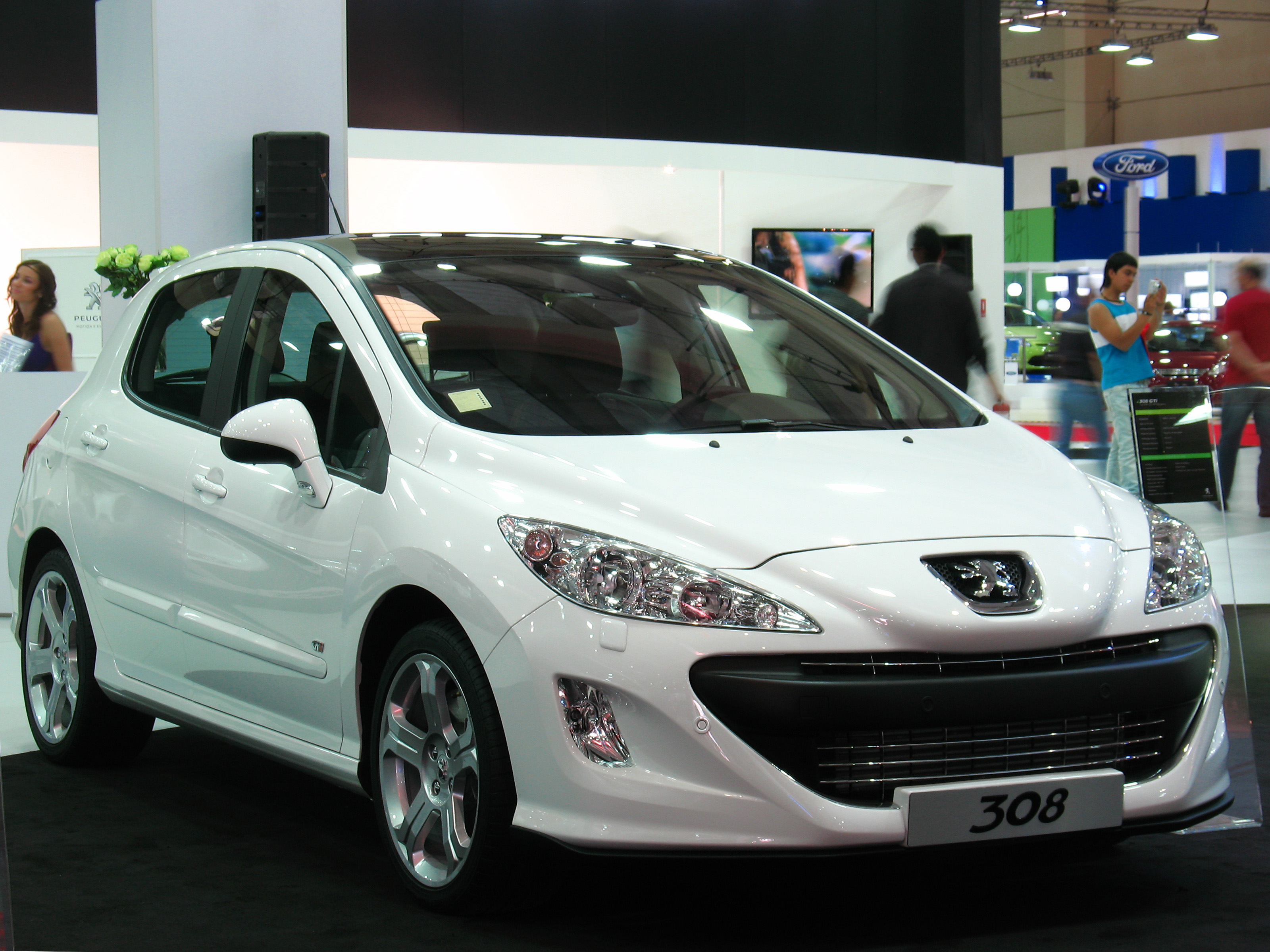
Peugeot 308 GTi

Peugeot 308 GTi першого покоління в кузові 5 хетчбек виготовлявся з червня 2010 по березень 2013 року. Автомобіль комплектувався рядним чотирьохциліндровим двигуном об'ємом 1,6 л (від Peugeot 308 RCZ), потужністю 200 к.с., переднім приводом і 6-ст. МКПП.
З квітня 2011 по березень 2013 року виготовлявся кабріолет Peugeot 308 CC GTi з тим же двигуном.
Зміни торкнулися і салону, зокрема, покращено його базове оснащення і якість використовуваних матеріалів, збільшено число подушок безпеки до шести.

### Рестайлінг 2011
Оновлення моделі анонсовано Peugeot в травні 2011 року. Майже відразу ж оновлена версія була представлена на Женевському автосалоні. Фактично зміни торкнулися лише зовнішнього оформлення передньої частини машини. Були змінені бампер, крила, капот, світлотехніка, окремі зовнішні декоративні елементи. Частина зовнішнього світлового обладнання перевели на світлодіоди. Конструктивні зміни кузова і шасі не здійснювалися. Конструктивні зміни салону і обладнання також не відбувались. Оновлена автоматична коробка передач. Замість AL4 встановлюється AT8. Нова коробка має гідротрансформатор фірми ZF. Відповідно змінені режими роботи гідротрансформатора, що поліпшило роботу АКПП в цілому. Планетарна частина АКПП залишилася без змін.
Одночасно з рестайлінгом Peugeot вивів на ринок так звану «мікро-гібридну» версію з дизельним мотором е-HDi, системою старт-стоп і суперконденсаторами для збереження енергії.

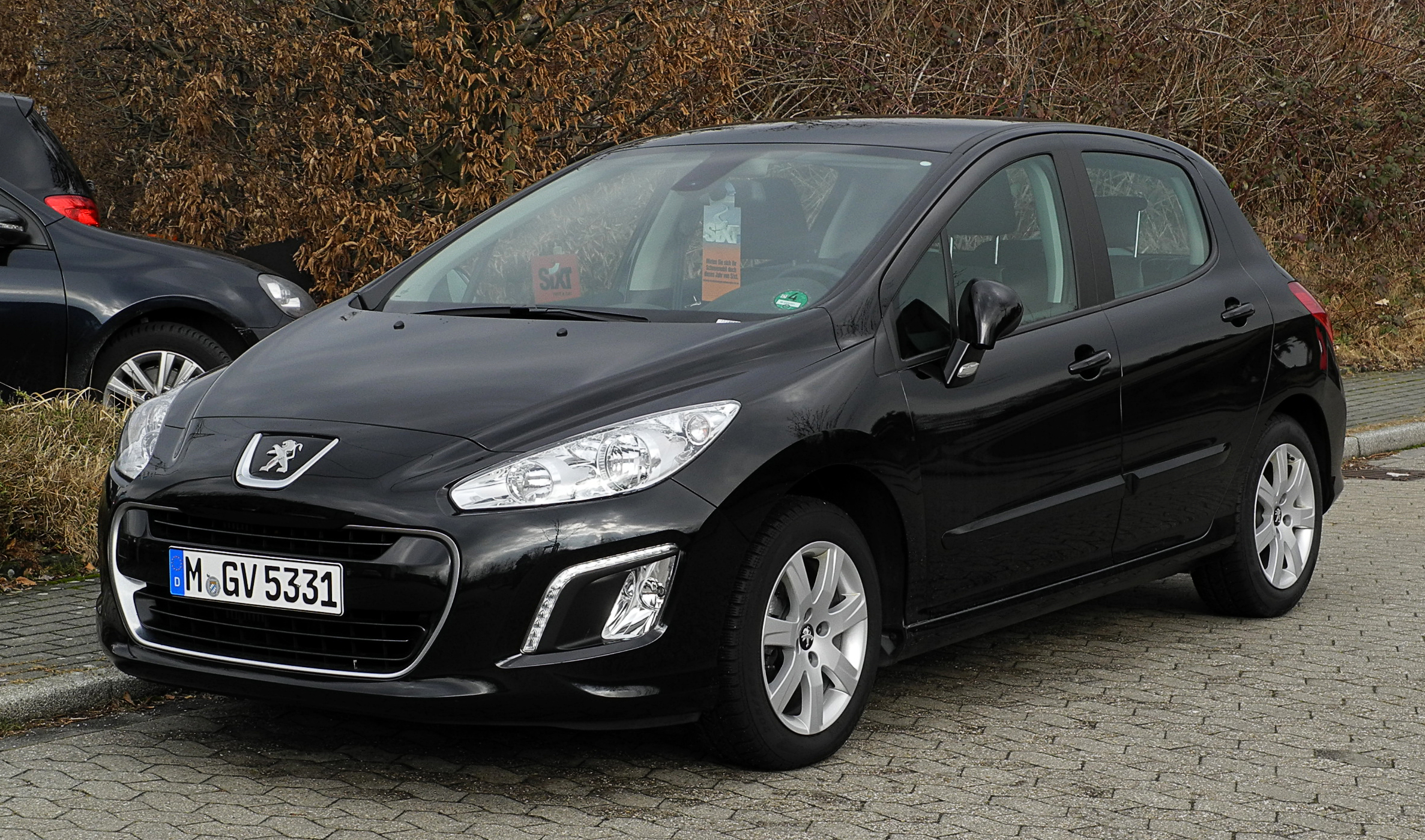
Peugeot 308 (з 2011)
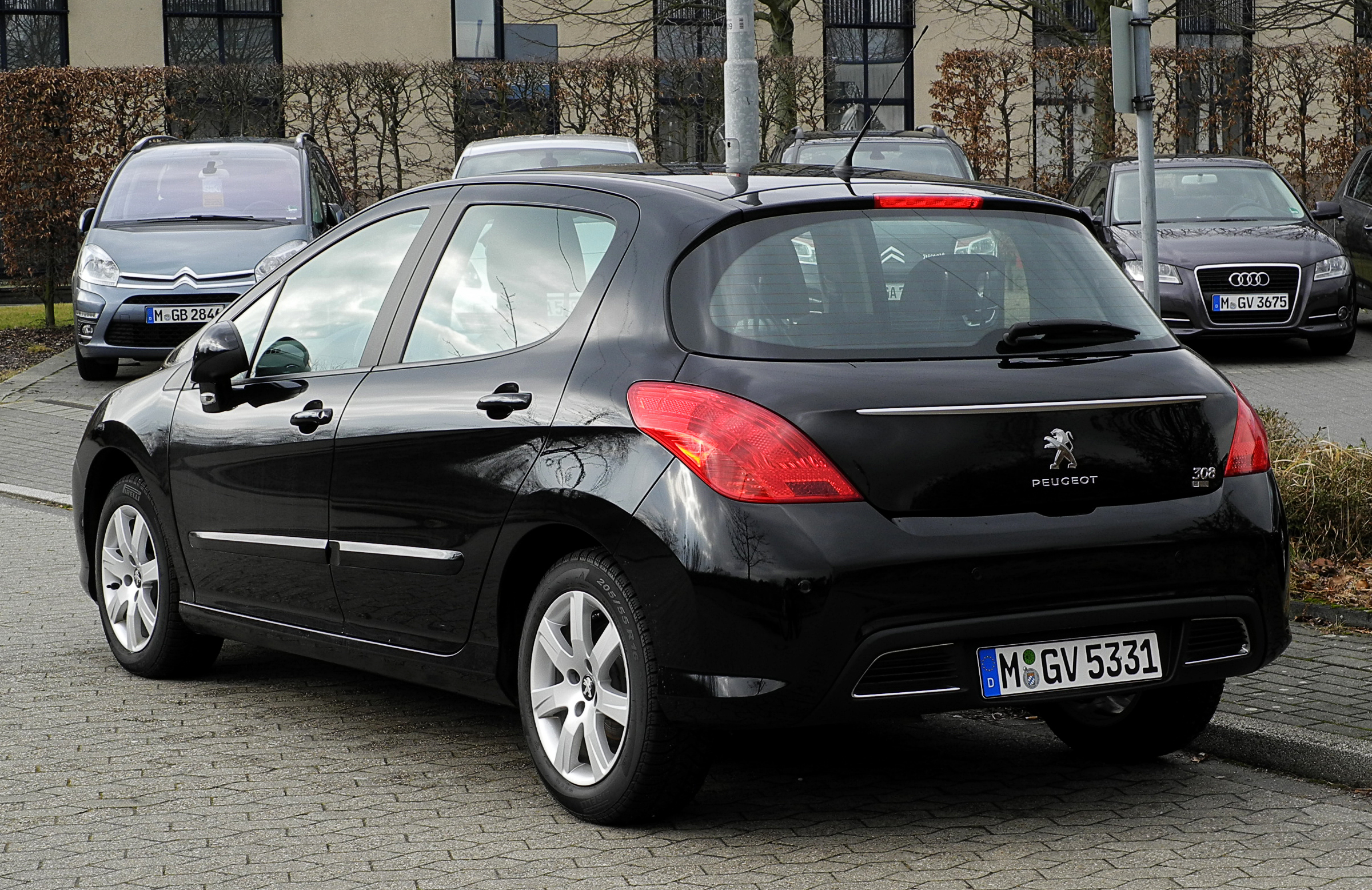
Peugeot 308 (з 2011)
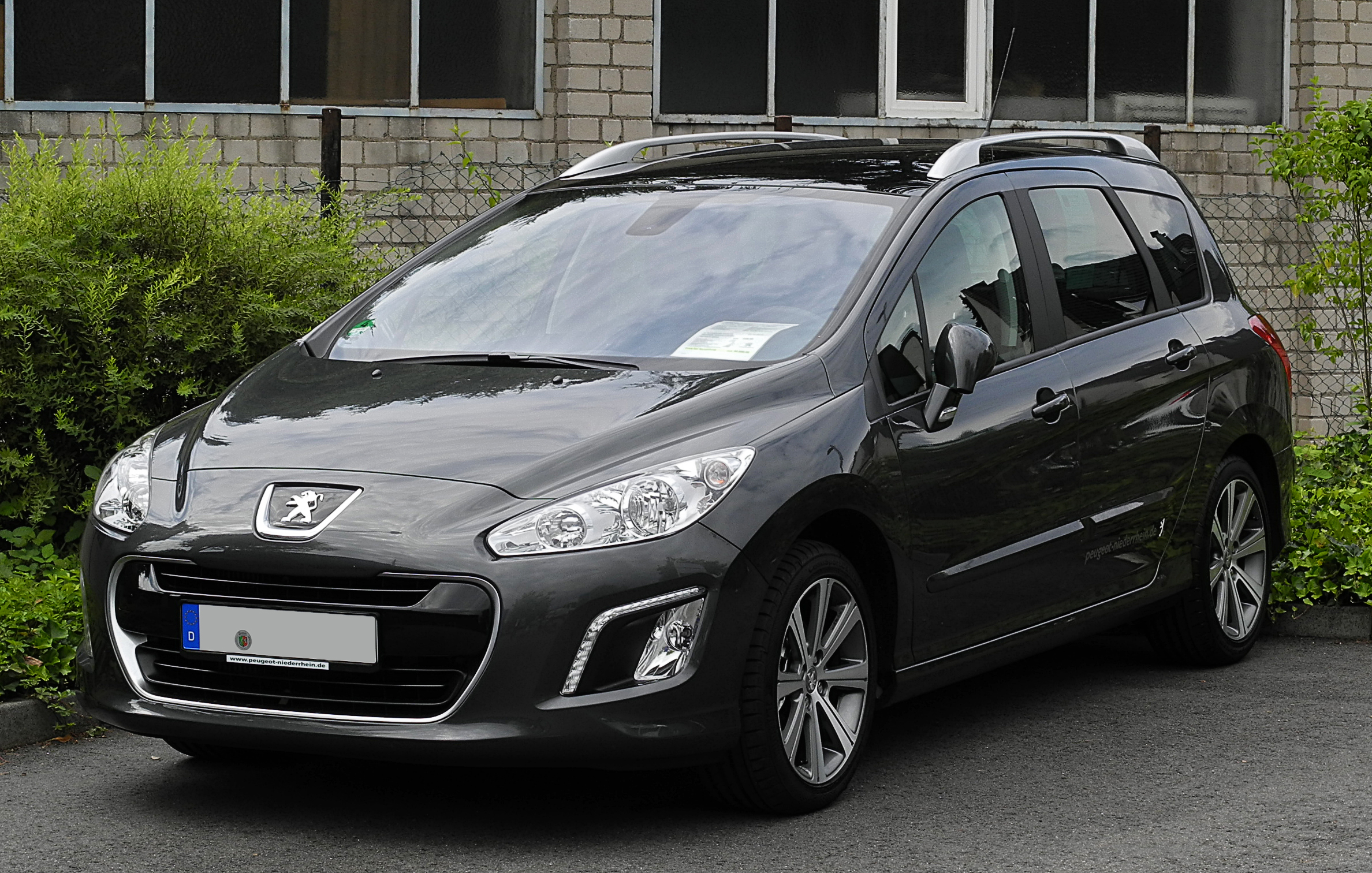
Peugeot 308 SW (з 2011)
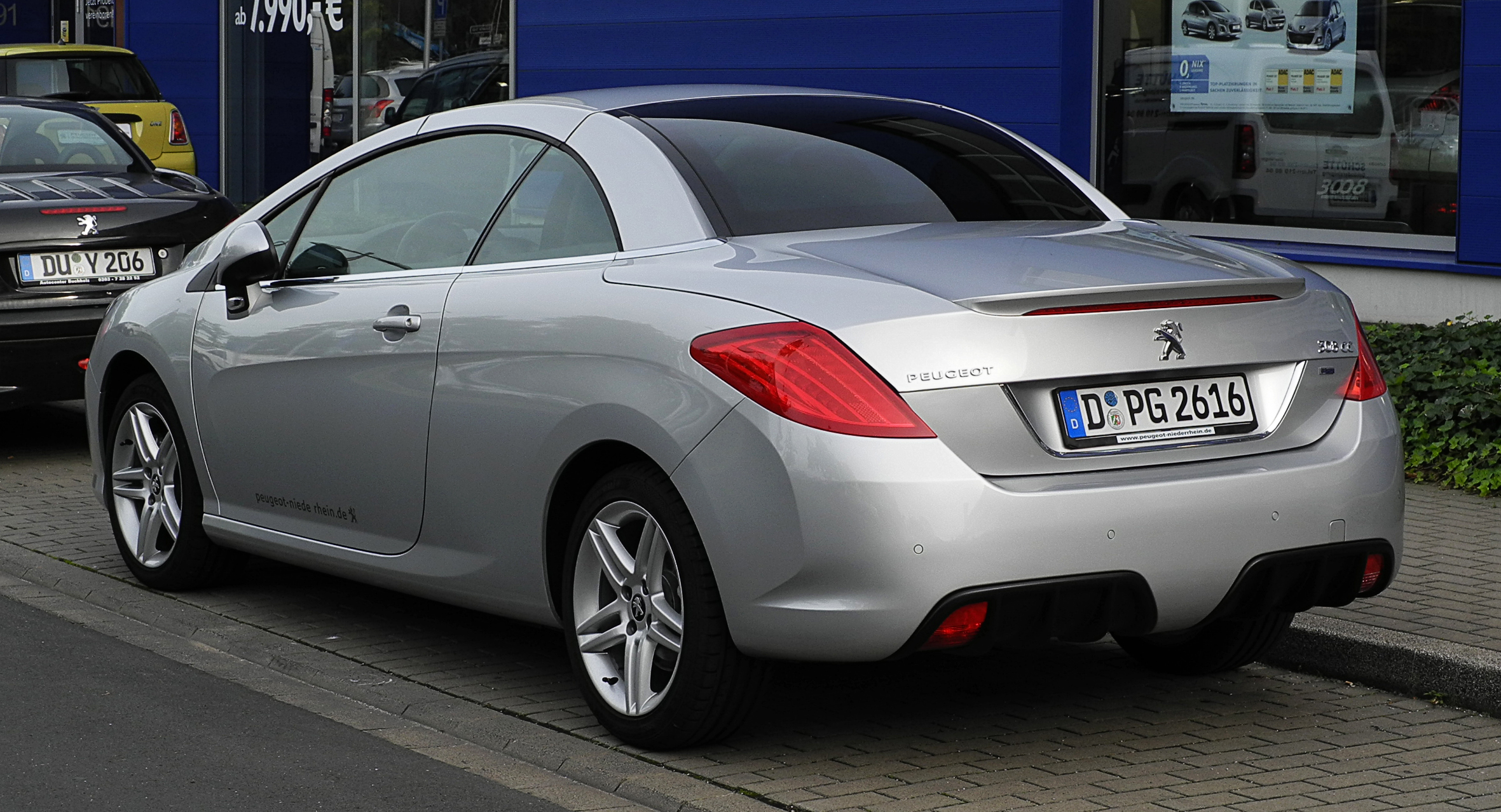
Peugeot 308 CC (з 2011)

### Седани на базі 308
Для ринків країн, що розвиваються Пежо пропонує дві додаткові моделі:
- 408-седан — колісна база 2710 мм
- 308-седан — стандартна колісна база

Обидві моделі побудовані на базовій платформі Пежо 308, з використанням елементів підвіски і підрамника. Оснащені моторами попереднього покоління від Пежо 307: 1.6 110 к.с. і 2.0 148 к.с., що працюють в парі з п'ятиступінчастою механічною і чотириступінчастою автоматичною коробкою передач. Застосована підвіска для важких умов.
Загальний рівень виконання і опцій моделі 408-седан відповідає аналогічному в Європі. Можливі до замовлення шкіряний салон, навігація і мультимедіа. Замість панорамного скляного даху встановлюється зсувний люк. Рівень опцій моделі 308-седан обмежений і відповідає базовому виконанню європейського 308, розширеному окремими недорогими опціями.
Обидві машини пропонуються на таких важливих для Peugeot позаєвропейських ринках, як Китай і Південна Америка.

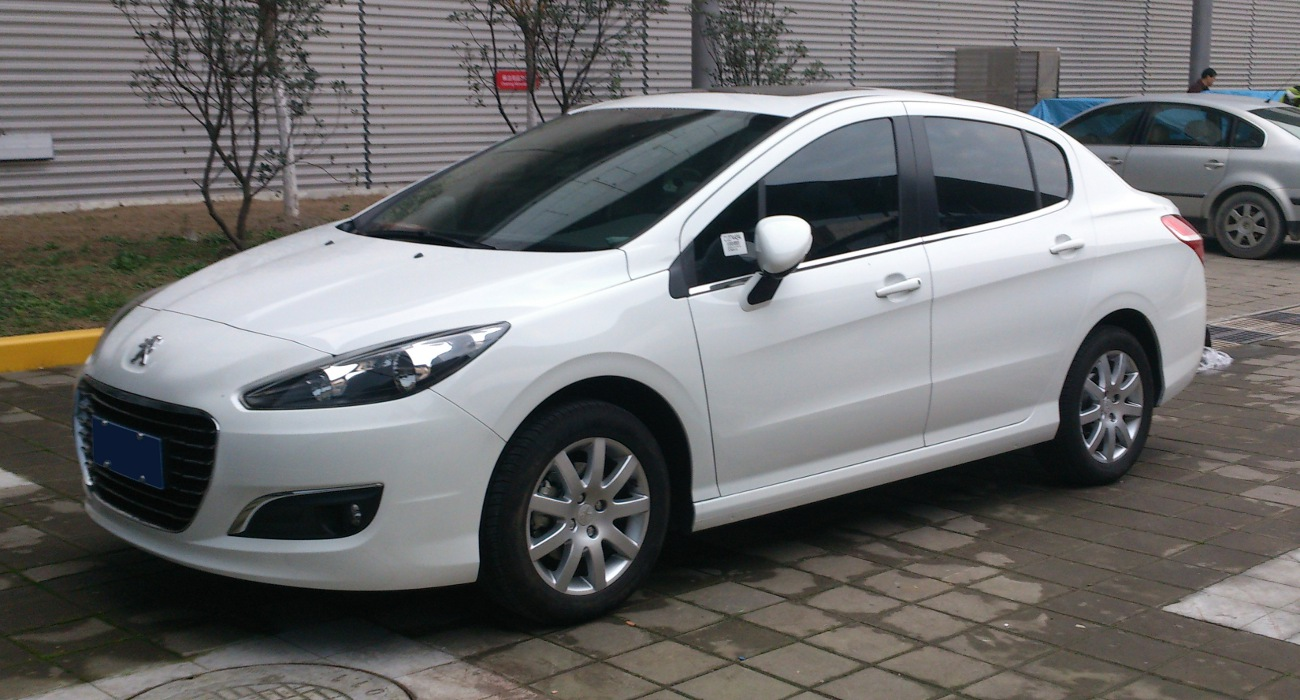
Peugeot 308 седан (з 2012)
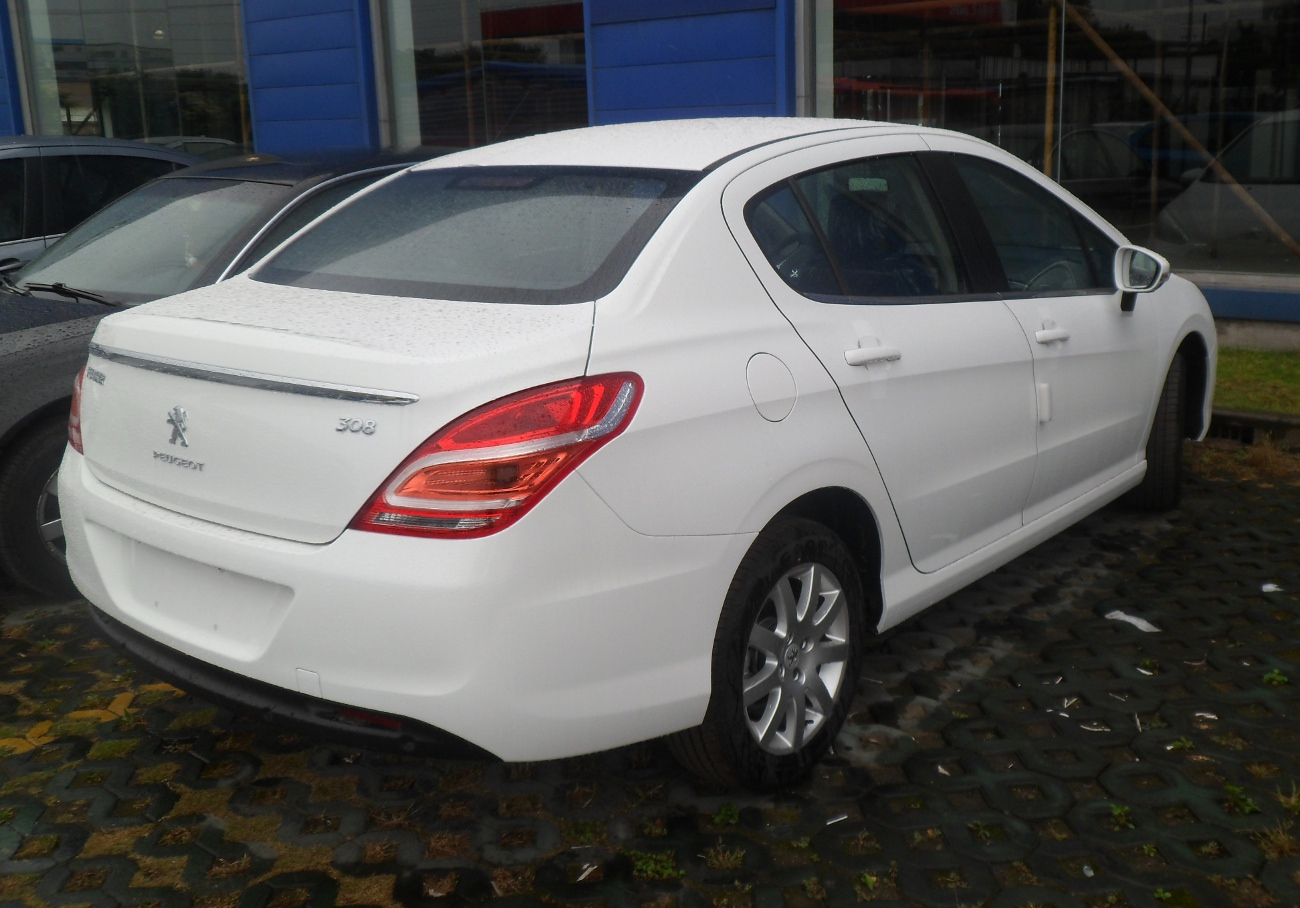
Peugeot 308 седан (з 2012)
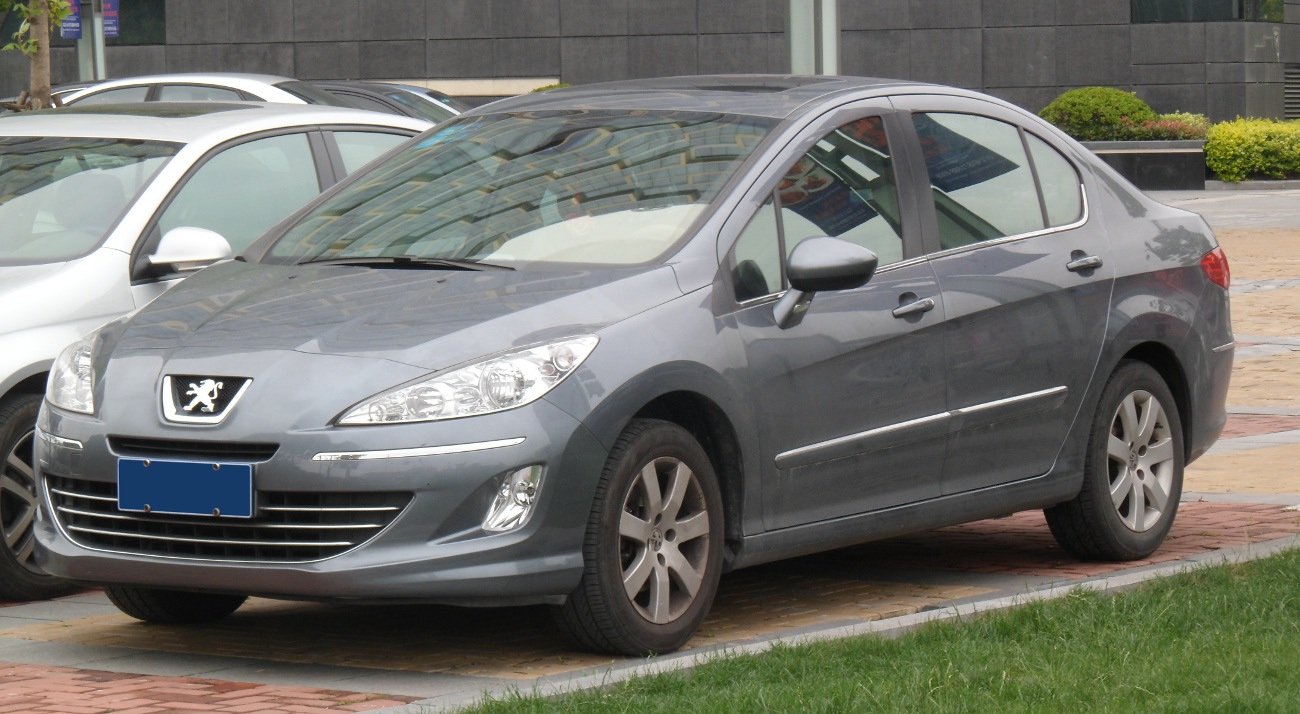
Peugeot 408 седан (з 2010)
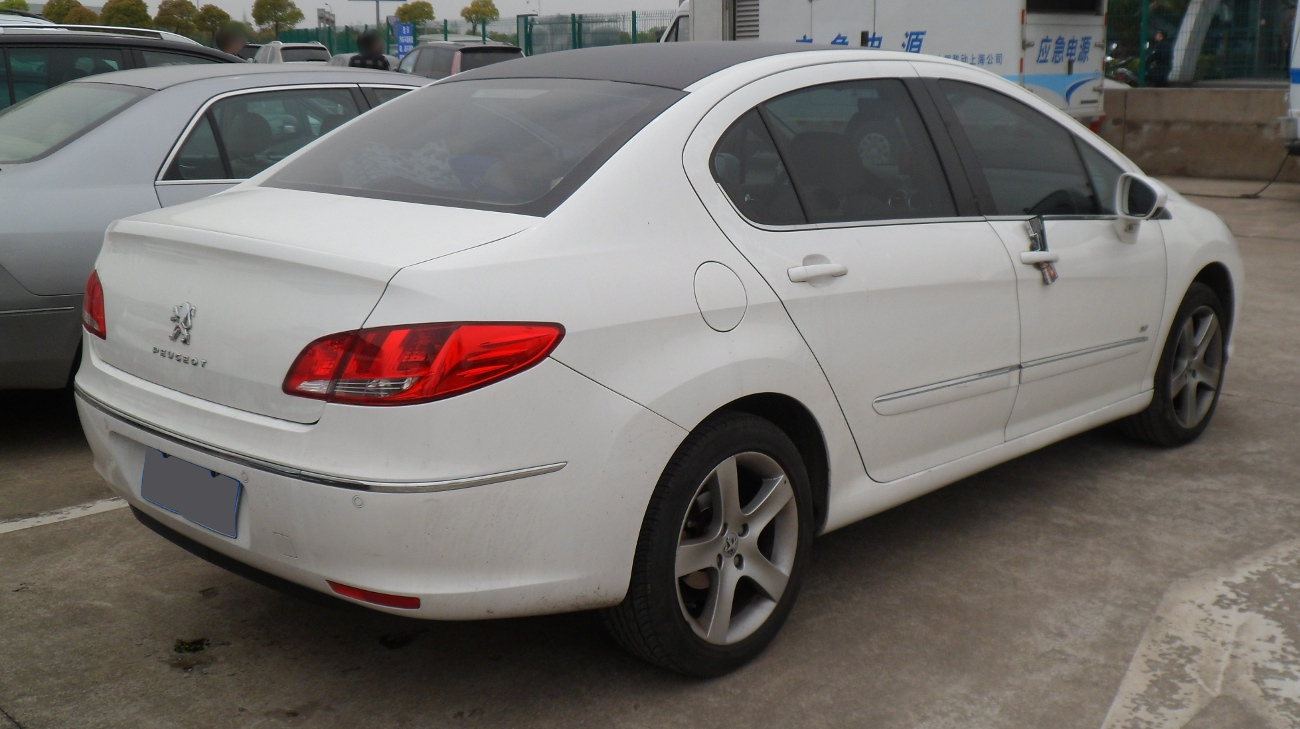
Peugeot 408 седан (з 2010)

### Двигуни
Бензинові
| Модель                                                                                 | Об'єм    | Циліндри | Потужність кВт (к.с.) | Крутний момент Нм при об/хв | Роки випуску     | Варіанти        |
| -------------------------------------------------------------------------------------- | -------- | -------- | --------------------- | --------------------------- | ---------------- | --------------- |
| 95 VTi                                                                                 | 1397 см³ | 4        | 70 (95) при 6000      | 136/4000                    | 09/2007–04/2010  | хетчбек, SW     |
| 98 VTi                                                                                 | 1397 см³ | 4        | 72 (98) при 6000      | 136/4000                    | 03/2012–02/2014  | хетчбек, SW     |
| 100 VTi                                                                                | 1397 см³ | 4        | 72 (98) при 6000      | 136/4000                    | 05/2010–02/2012  | хетчбек, SW     |
| 120 VTi                                                                                | 1598 cm³ | 4        | 88 (120) при 6000     | 160/4250                    | 09/2007–08/2013  | хетчбек, SW, CC |
| 140 THP                                                                                | 1598 cm³ | 4        | 103 (140) при 6000    | 240/1400                    | 09/2007–04/2010  | хетчбек, SW     |
| 150 THP                                                                                | 1598 cm³ | 4        | 110 (150) при 5800    | 240/1600                    | 09/2007–04/2010  | хетчбек, SW, CC |
| 155 THP                                                                                | 1598 cm³ | 4        | 115 (156) при 6000    | 240/1400                    | 05/2010–03/2015  | хетчбек, SW, CC |
| 175 THP                                                                                | 1598 cm³ | 4        | 128 (174) при 6000    | 240/1600                    | 03/2008–04/2010  | хетчбек, SW     |
| GTi 200 THP                                                                            | 1598 cm³ | 4        | 147 (200) при 5800    | 275/1700–4500               | 06/2010–03/2013* | хетчбек, CC     |
| *CC: з 04/2011 VTi= Variable valve lift and Timing injection; THP= Turbo High Pressure |          |          |                       |                             |                  |                 |

Дизельні
| Модель      | Об'єм    | Циліндри | Потужність кВт (к.с.) | Крутний момент Нм при об/хв | Роки випуску    | Варіанти        |
| ----------- | -------- | -------- | --------------------- | --------------------------- | --------------- | --------------- |
| HDi FAP 90  | 1560 cm³ | 4        | 66 (90) при 4000      | 215/1750                    | 09/2007–04/2010 | хетчбек         |
| HDi FAP 90  | 1560 cm³ | 4        | 68 (92) при 4000      | 230/1750                    | 05/2010–02/2012 | хетчбек, SW     |
| HDi FAP 92  | 1560 cm³ | 4        | 68 (92) при 4000      | 230/1750                    | 03/2012–08/2013 | хетчбек, SW     |
| HDi FAP 110 | 1560 cm³ | 4        | 80 (109) при 4000     | 240/1750                    | 09/2007–04/2010 | хетчбек, SW     |
| HDi FAP 110 | 1560 cm³ | 4        | 82 (112) при 3600     | 270/1750                    | 05/2010–10/2014 | хетчбек, SW, CC |
| HDi FAP 135 | 1997 cm³ | 4        | 100 (136) при 4000    | 320/2000                    | 09/2007–09/2010 | хетчбек, SW     |
| HDi FAP 140 | 1997 cm³ | 4        | 103 (140) при 4000    | 320/2000                    | 04/2009–04/2011 | хетчбек, SW, CC |
| HDi FAP 150 | 1997 cm³ | 4        | 110 (150) при 3750    | 340/2000                    | 04/2011–02/2014 | хетчбек, SW     |
| HDi FAP 160 | 1997 cm³ | 4        | 120 (163) при 3750    | 340/2000                    | 03/2012–03/2015 | хетчбек, SW, CC |
| HDi FAP 165 | 1997 cm³ | 4        | 120 (163) при 3750    | 340/2000                    | 10/2010–02/2012 | хетчбек, SW, CC |

## Друге покоління (2013—2021)

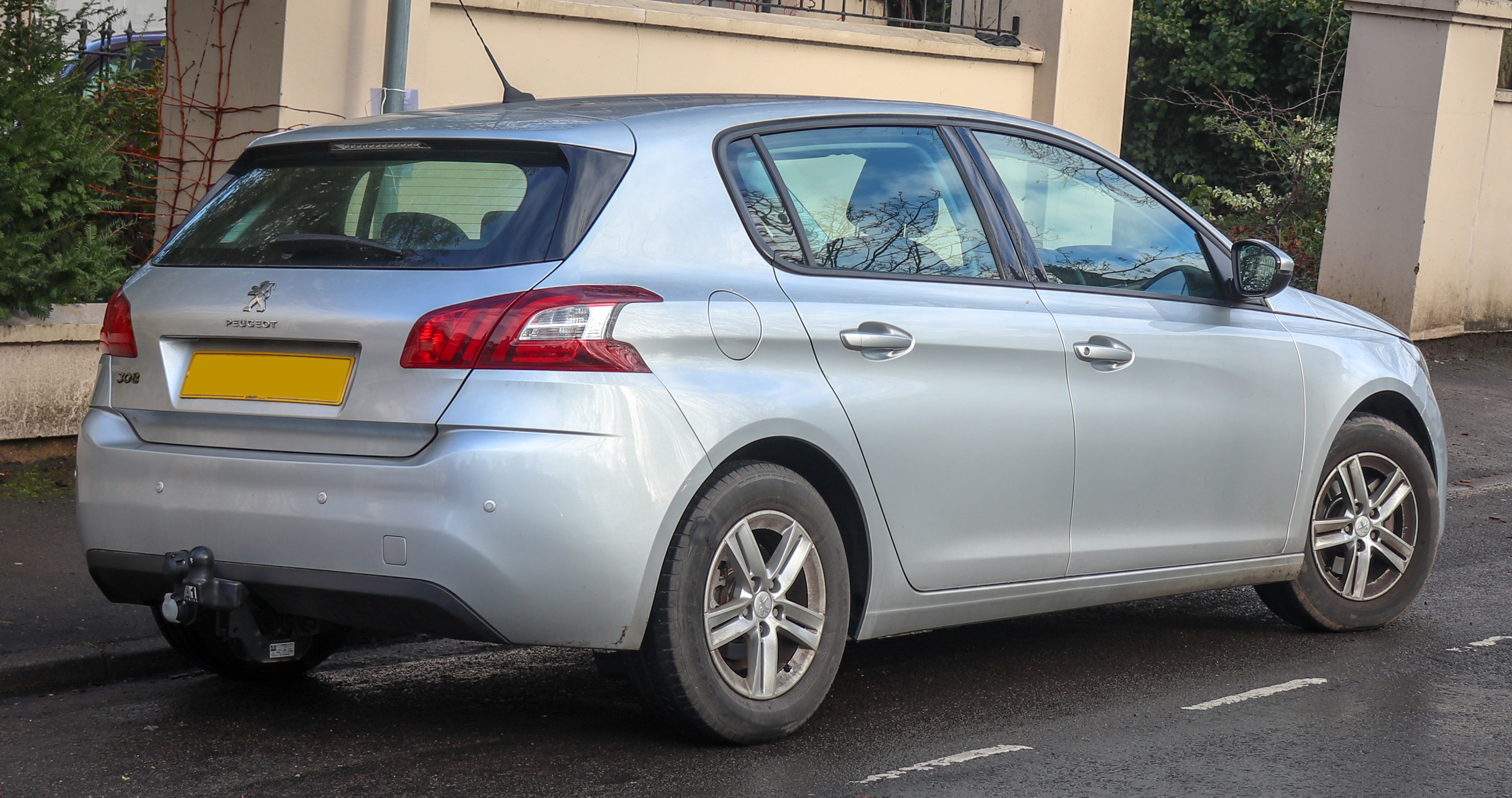
Peugeot 308 II (2013—2017)

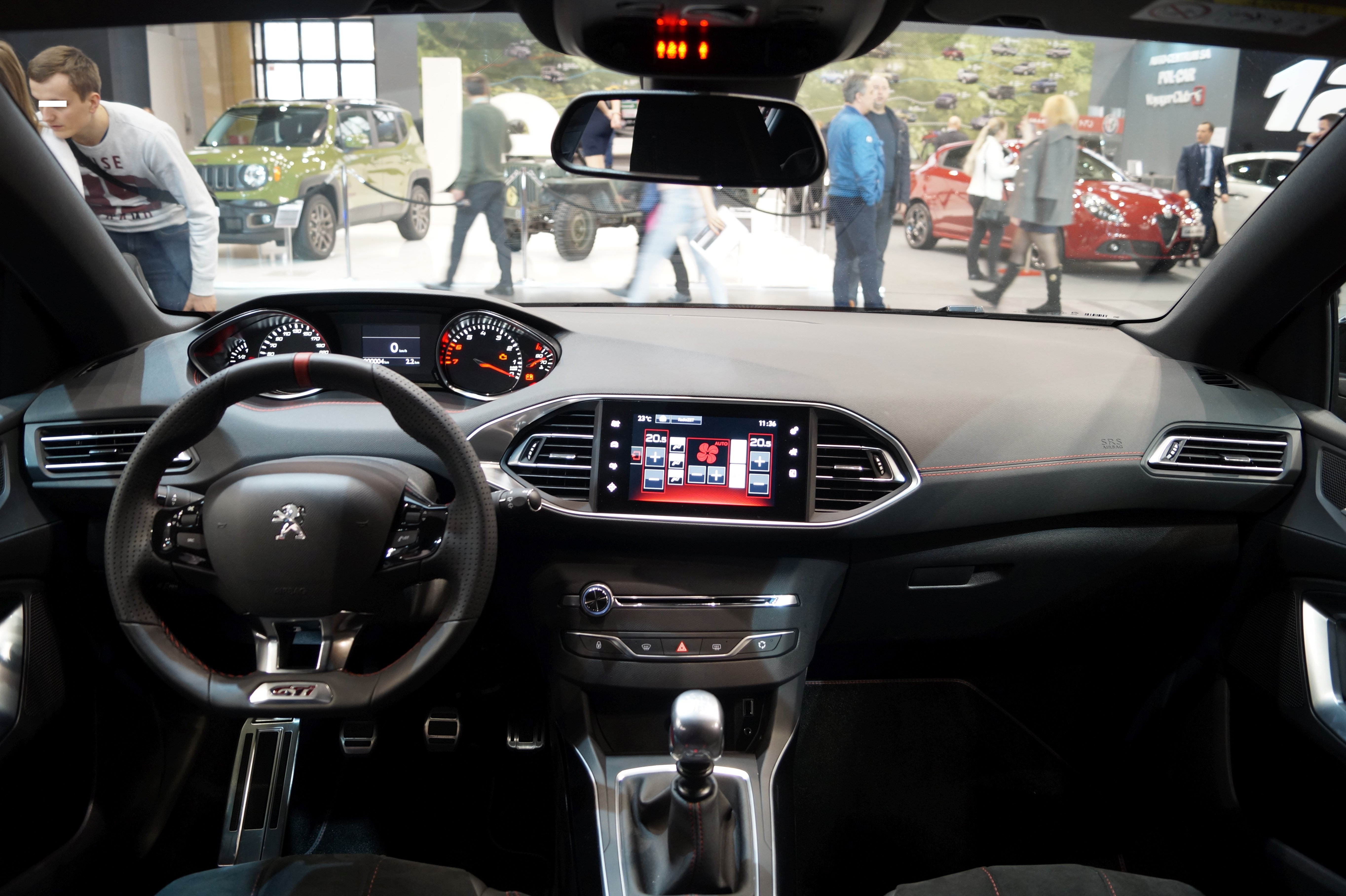
Салон Peugeot 308 II

13 травня 2013 року показано фото другого покоління Peugeot 308 в кузові хетчбек, що представлений в вересні того ж року на автосалоні в Франкфурті.
П'ятидверний хетчбек побудований на абсолютно новій модульній платформі EMP2 (вона ж лежить в основі компактвена Citroën C4 Picasso). Передня підвіска McPherson, задня — проста торсіонна балка. Саме завдяки іншій платформі масу автомобіля вдалося знизити на 140 кілограмів в порівнянні з п'ятидверкою попереднього покоління. Хетчбек Peugeot 308 став трохи коротшим і тепер нараховує в довжину 4,25 м, і нижчим — 1,46 м. Об'єм багажника становить 470 літрів.
Кузов автівки спроектований заново. Він на 76 % складається з надміцних сортів сталі. Це, а ще розширене використання алюмінію і композитних матеріалів дозволило зменшити масу силової структури на 27 кг при більшій жорсткості на кручення. Лазерне зварювання, оптимізація формування деталей і технології складання заощадили ще 10 кг. Конструктивне спрощення елементів кузова і рульового механізму з електропідсилювачем і полегшений паливний бак допомогли додатково зняти 33 кг.
У лінійці даного хетчбеку представлено п'ять основних комплектацій, включаючи топову GTi у моделі Peugeot Sport. Від початкової Access Ви можете перейти до Active, Allure, GT Line та GT. Усі моделі 308 постачаються з великою кількістю базового устаткування. Найпростіша Access оснащена: можливістю DAB, USB та Bluetooth підключення, системою кондиціонування повітря, круїз-контролем та світлодіодними денними ходовими вогнями. Модель Active запропонує: клімат-контроль, задні сенсори паркування, автоматичні фари та 16-дюймові литі диски коліс. Модель Allure додасть: світлодіодні фари, передні сенсори паркування, бічні дзеркала з електроприводом, електричні стояночні гальма та 17-дюймові литі диски. Спортивна GT Line оснащена: більшими 18-дюймовими дисками коліс, затемненими вікнами, подвійною вихлопною трубою та алюмінієвими деталями інтер'єру. Модель GT пішла далі і тепер пропонує своєму власнику повітрозбірники, які замінили передні протитуманні фари. Про внутрішнє оздоблення цієї моделі подбає пакет «Driver Sport Pack» з важчим кермом та червоними циферблатами приладів. Також, існує пакет «Driver Assistance» з системою аварійного гальмування та круїз-контролем з радаром. Якщо говорити про модель GTi, то вона включає усі аспекти автомобіля класу люкс, які тільки можна собі уявити. Окремим пунктом, який додає даному автомобілю особливої привабливості, є наявність стандартної навігаційної системи супутникового сполучення. Компанія Peugeot навіть подбала про п'ятирічне безкоштовне оновлення карт, які відображаються на 9.7-дюймовому сенсорному кольоровому екрані. Базовими, також, є система допомоги у дотриманні швидкості та попередження про сліпу зону.

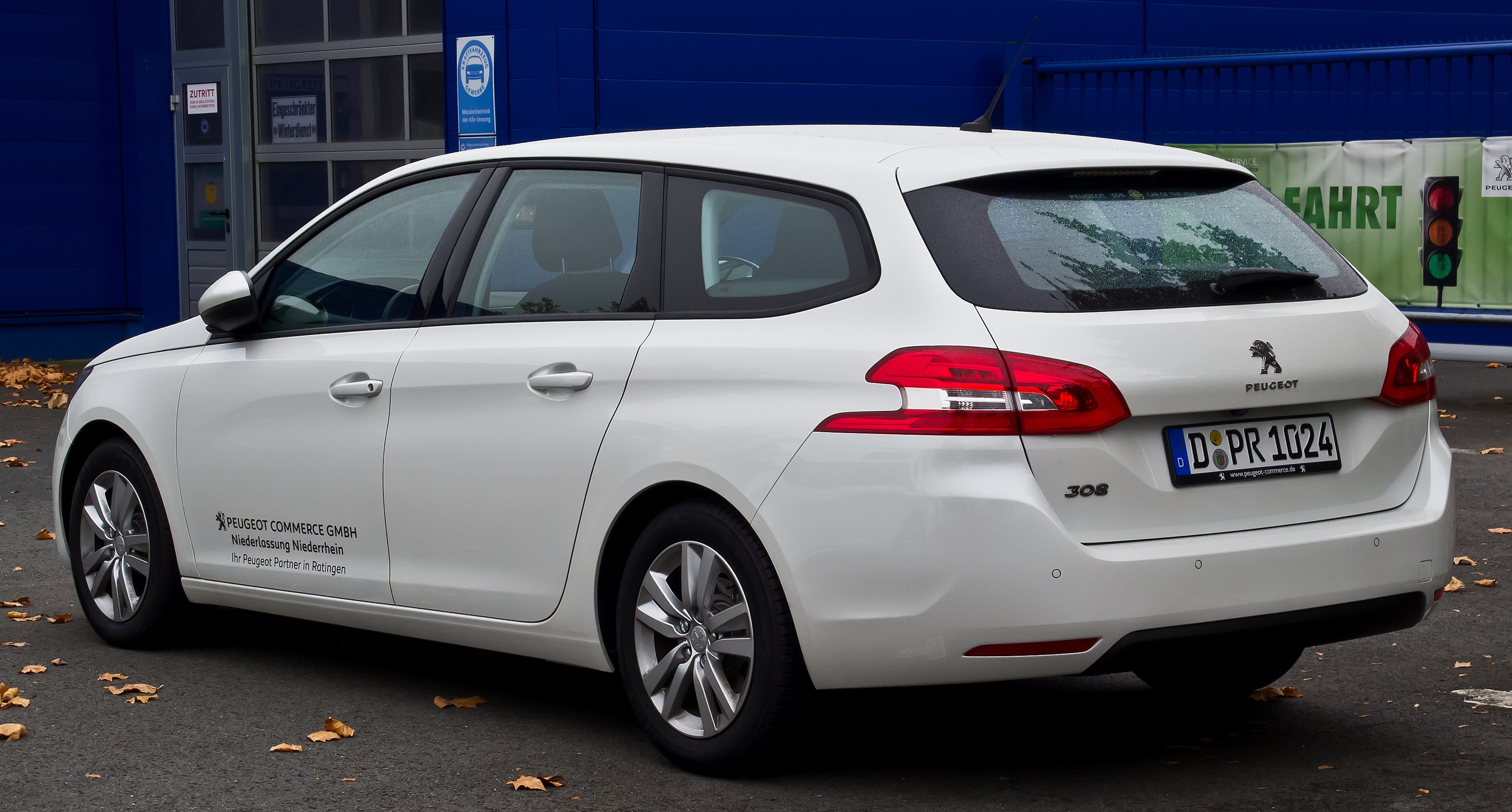
Peugeot 308 SW II (з 2014)

### 308 II SW
На автосалоні в Женеві в березні 2014 року представили універсал Peugeot 308 SW довжиною 4580 мм, висотою 1470 мм, продажі моделі стартують навесні 2014 року.

### 308 II седан

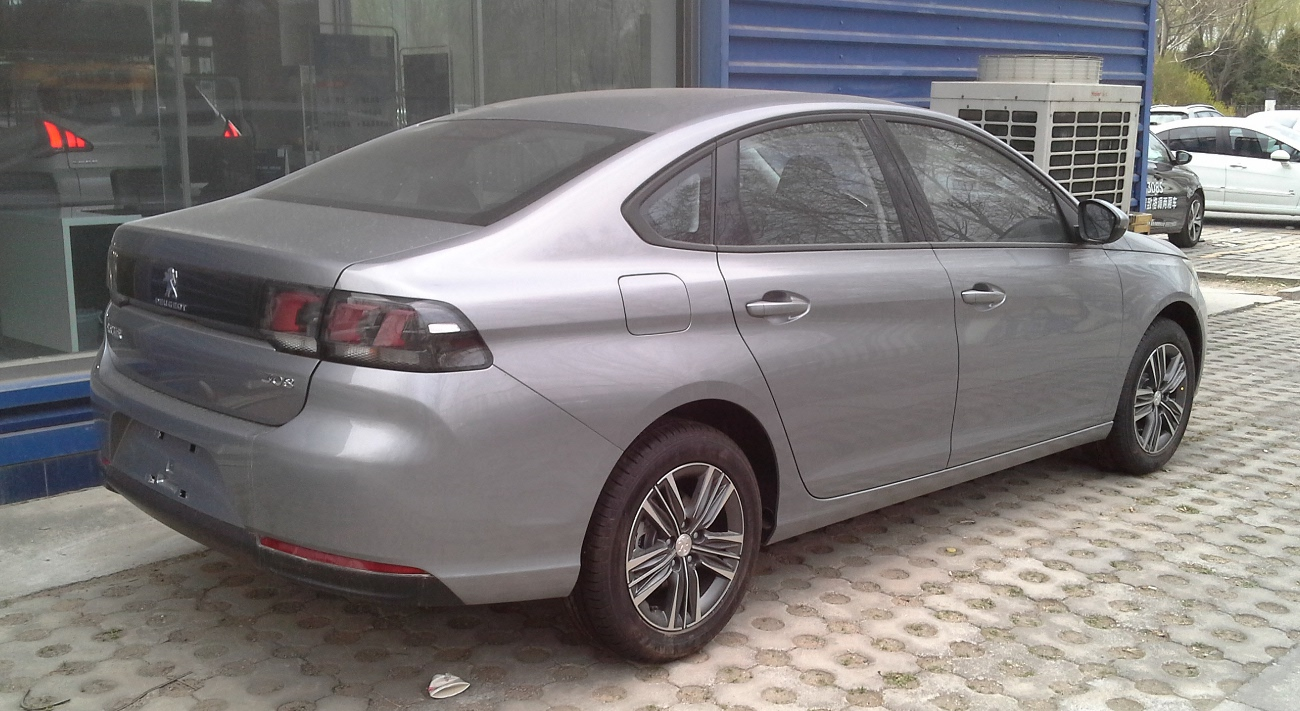
Peugeot 308 II седан

Публічний дебют Peugeot 308 в кузові седан відбудеться на автошоу в Пекіні 2016 року, автомобіль продається тільки на китайському ринку з другої половини того ж року, де займає нішу на сходинку нижчу від Peugeot 408 II. 308 седан збудовано на основі китайського хетчбека 308 S, який відрізняється від європейської версії решіткою радіатора, бамперами і оснащення.

### 308 II GT
Peugeot 308 GT дебютував на Паризькому автосалоні в жовтні 2014 року. Продажі стартували в середині 2015 року. Автомобіль оснащають бензиновим турбомотором 1,6 л THP потужністю 205 к.с. (285 Нм) і турбодизелем 2,0 л BlueHDi потужністю 180 к.с. (400 Нм).

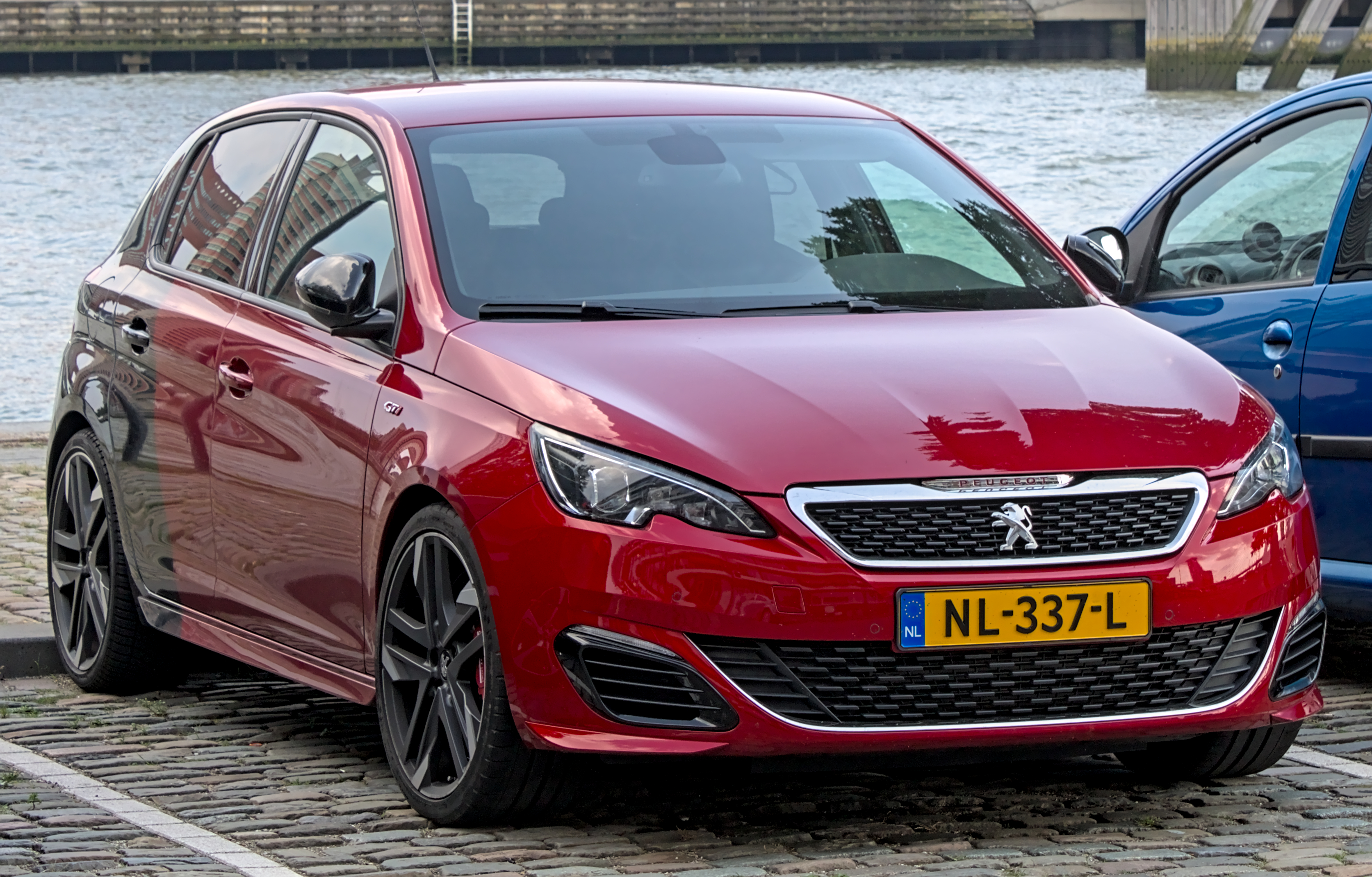
Peugeot 308 GTi

### 308 II GTi
Концепт-кар Peugeot 308 R дебютував у вересні 2013 року на Франкфуртському автосалоні. Концепт отримав турбомотор 1,6 л THP потужністю 270 к.с., крутним моментом 330 Нм, від купе RCZ R.
18 червня 2015 року в мережі інтернет представлено серійний Peugeot 308 GTi другого покоління з двигуном 1,6 л THP потужністю 250 або 270 к.с., крутним моментом 330 Нм і 6-ст. МКПП. Продажі почалися в червні 2015 року. Передньоприводний автомобіль розганяється від 0 до 100 км/год за 6 с і досягає максимальної швидкості 250 км/год.

#### 308 Racing Cup

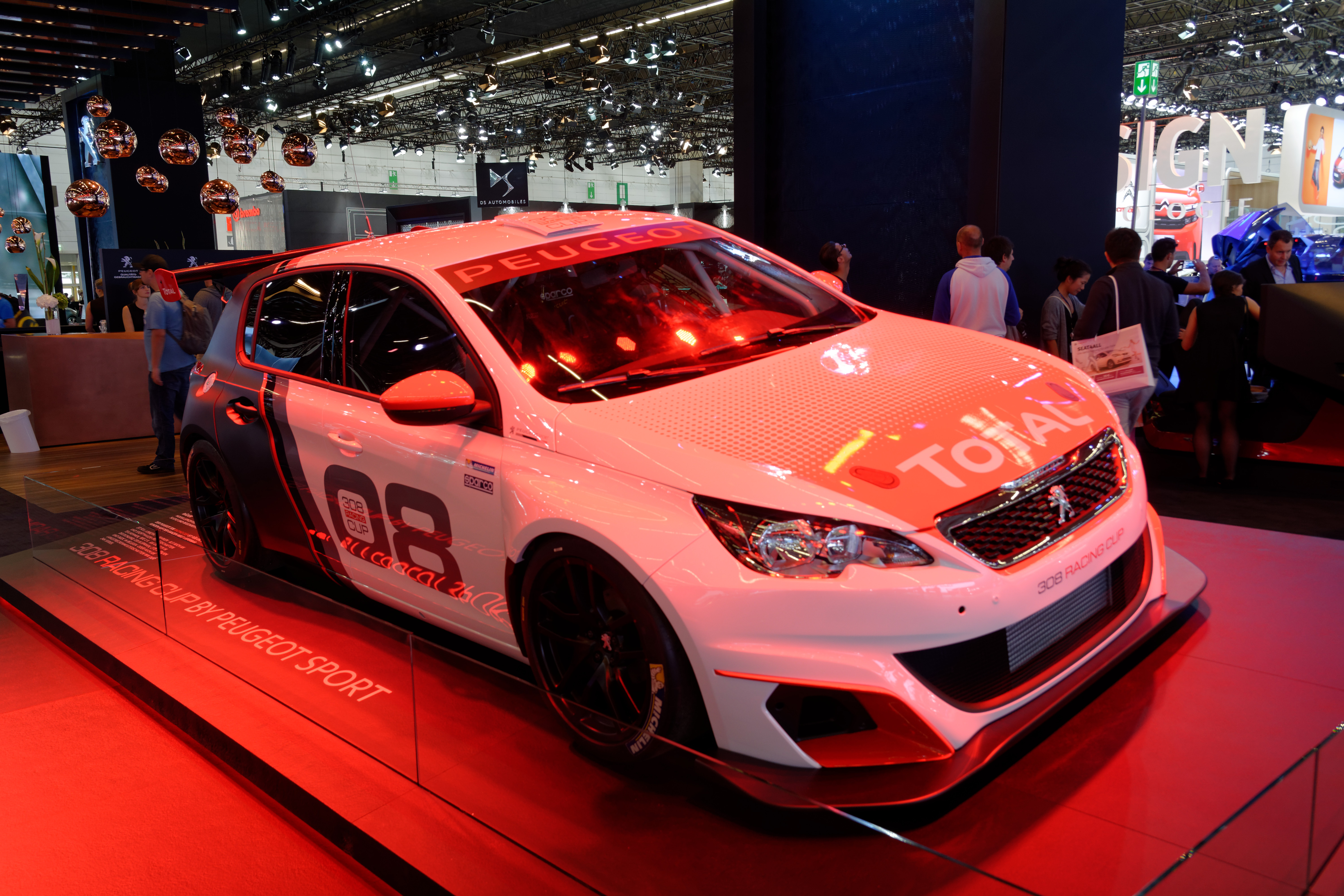
Peugeot 308 Racing Cup

У вересні 2015 року на Франкфуртському автосалоні компанія Peugeot представила Peugeot 308 Racing Cup, створену на основі Peugeot 308 II GTi для власного кубку Peugeot Racing Cup. Автомобіль, що прийшов на заміну Peugeot RCZ Cup, комплектується 1,6 л турбодвигуном потужністю 308 кінських сил.

### Рестайлінг 2017

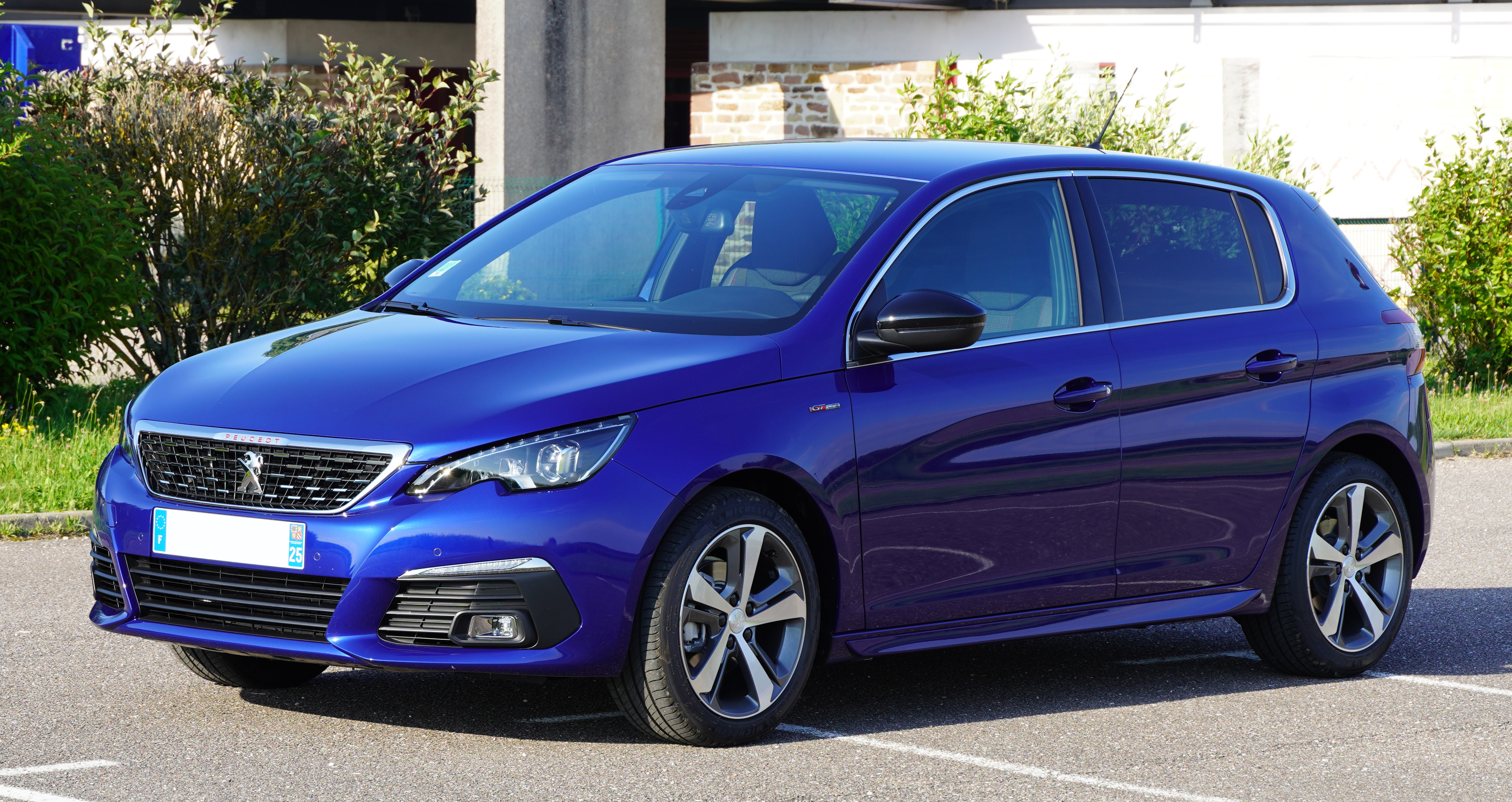
Peugeot 308 II (з 2017)

Нові особливості включають дизайн капота та переднього бампера, індикатори, що прокручуються, а також нову решітку радіатора з зображенням лева Peugeot. Всі моделі, крім Active і GTi, оснащені панорамним дахом. Нові денні ходові вогні підібрані ззаду зі світлодіодними кігтями, які постійно світяться під час руху автомобіля.
Новий потужніший двигун 1.5HDi з 130 к.с. приєднався до лінійки з вересня 2017 року. Усі моделі мають супутникову навігацію TomTom у стандартній комплектації на додаток до оновленого центрального сенсорного екрана.

### Двигуни
- Бензинові

| Двигун / Коробка передач | Роки виробництва | Об'єм [см³] | Потужність [к.с./кВт] при об/хв | Крутний момент [Нм] при об/хв | Циліндри | Клапани / ГРМ | Розгін 0-100 км/год [с] | Швидкість максимальна [км/год] | Витрата пального (л/100км) |
| ------------------------ | ---------------- | ----------- | ------------------------------- | ----------------------------- | -------- | ------------- | ----------------------- | ------------------------------ | -------------------------- |
| 1.2 VTi / PureTech / M5  | 2013 — 2016      | 1199        | 82 (60)/5750                    | 118/2750                      | R3       | DOHC/12       | 13,3                    | 173                            | 5,0                        |
| 1.2 PureTech 110 / M5    | з 2014           | 1199        | 110 (81)/5500                   | 205/1500                      | R3       | DOHC/12       | 11,1                    | 188                            | 4,6                        |
| 1.2 PureTech 130 / M6    | з 2014           | 1199        | 130 (96)/5500                   | 230/1750                      | R3       | DOHC/12       | 9,6                     | 207                            | 4,6                        |
| 1.2 PureTech 130 / BVA6  | з 2014           | 1199        | 130 (96)/5500                   | 230/1750                      | R3       | DOHC/12       | 9,1                     | 206                            | 4,9                        |
| 1.6 THP 125 / M6         | 2013 — 2014      | 1598        | 125 (92)/6000                   | 200/1400                      | R4       | DOHC/16       | 8,9                     | 202                            | 5,6                        |
| 1.6 THP 155 / M6         | 2013 — 2015      | 1598        | 155 (114)/6000                  | 240/1400                      | R4       | DOHC/16       | 8,0                     | 215                            | 5,4                        |
| 1.6 THP 205 / M6         | з 2014           | 1598        | 205 (150)/6000                  | 285/1750                      | R4       | DOHC/16       | 7,5                     | 235                            | 5,6                        |
| 1.6 THP 250 / M6         | з 2015           | 1598        | 250 (184)/6000                  | 330/1900                      | R4       | DOHC/16       | 6,2                     | 250                            | 6,0                        |
| 1.6 THP 270 / M6         | з 2015           | 1598        | 270 (200)/6000                  | 330/1900                      | R4       | DOHC/16       | 6,0                     | 250                            | 6,0                        |

- Дизельні

| Двигун / Коробка передач | Роки виробництва | Об'єм [см³] | Потужність [к.с./кВт] при об/хв | Крутний момент [Нм] при об/хв | Циліндри | Клапани / ГРМ | Розгін 0-100 км/год [с] | Швидкість максимальна [км/год] | Витрата пального (л/100км) |
| ------------------------ | ---------------- | ----------- | ------------------------------- | ----------------------------- | -------- | ------------- | ----------------------- | ------------------------------ | -------------------------- |
| 1.6 HDi 92 / M5          | 2013 — 2015      | 1560        | 92 (68)/4000                    | 230/1750                      | R4       | OHC/8         | 11,5                    | 183                            | 3,7                        |
| 1.6 BlueHDi 100 / M5     | з 2015           | 1560        | 99 (73)/3750                    | 254/1750                      | R4       | OHC/8         | 11,3                    | 186                            | 3,5                        |
| 1.6 e-HDi 115 / M6       | 2013 — 2015      | 1560        | 115 (85)/3600                   | 270/1750                      | R4       | OHC/8         | 10,2                    | 196                            | 3,7                        |
| 1.6 BlueHDi 120 / M6     | з 2014           | 1560        | 120 (88)/3500                   | 300/1750                      | R4       | OHC/8         | 9,7                     | 196                            | 3,1                        |
| 1.6 BlueHDi 120 / BVA6   | з 2014           | 1560        | 120 (88)/3500                   | 300/1750                      | R4       | OHC/8         | 9,5                     | 196                            | 3,5                        |
| 1.5 BlueHDi 130 / M6     | з 2017           | 1499        | 130 (96)/3750                   | 300/1750                      | R4       | DOHC/16       | 9,8                     | 204                            | 3,5                        |
| 2.0 BlueHDi 150 / M6     | з 2014           | 1997        | 150 (110)/3750                  | 370/2000                      | R4       | DOHC/16       | 8,6                     | 218                            | 3,6                        |
| 2.0 BlueHDi 150 / BVA6   | з 2014           | 1997        | 150 (110)/3750                  | 370/2000                      | R4       | DOHC/16       | 8,6                     | 214                            | 4,0                        |
| 2.0 BlueHDi 180 / BVA6   | 2015 — 2017      | 1997        | 181 (133)/3750                  | 400/2000                      | R4       | DOHC/16       | 8,4                     | 220                            | 4,0                        |
| 2.0 BlueHDi 180 / BVA8   | з 2017           | 1997        | 177 (130)/3750                  | 400/2000                      | R4       | DOHC/16       | 8,2                     | 225                            | 4,4                        |

## Третє покоління (з 2021)

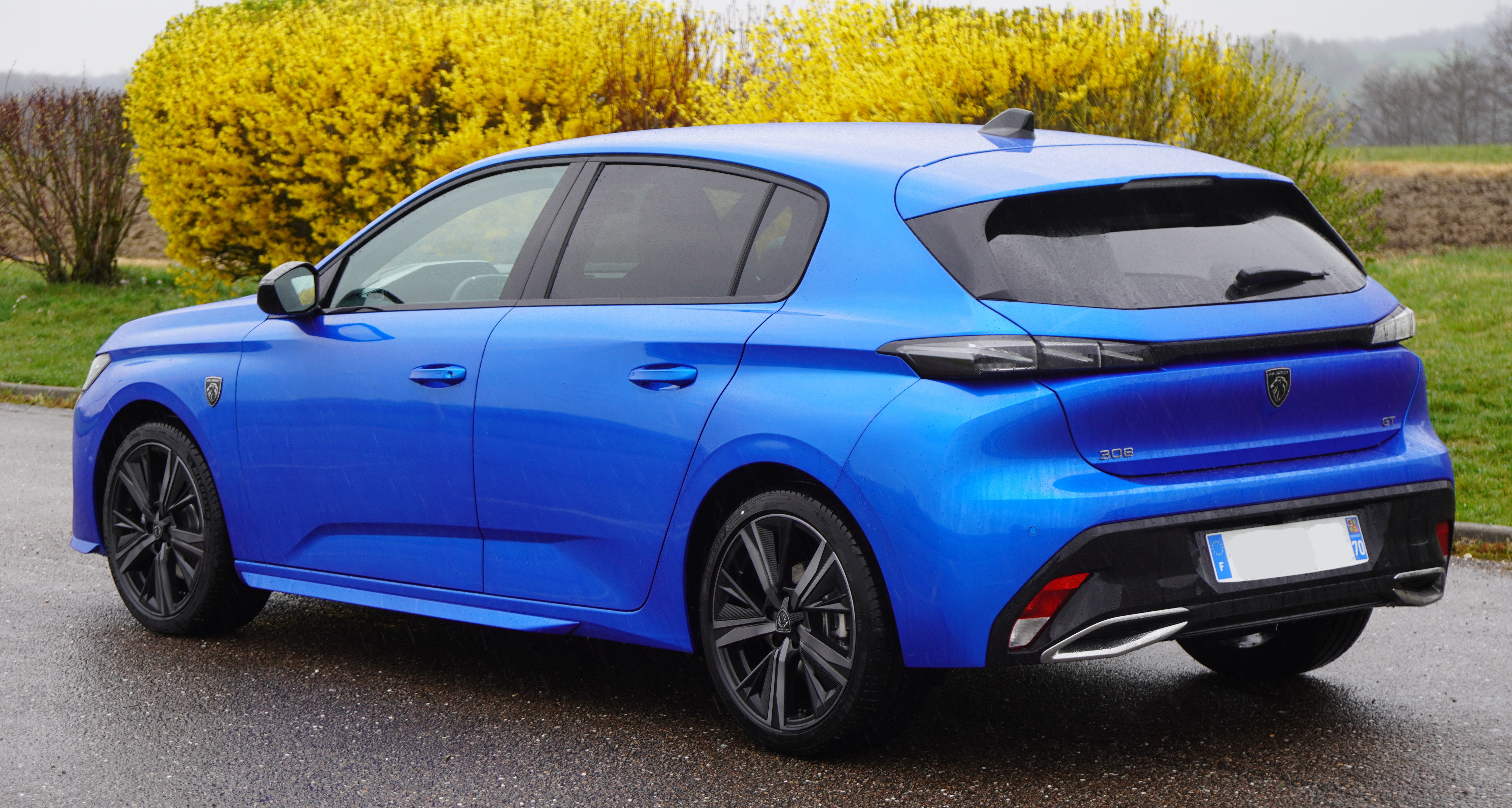
Peugeot 308 III (C)

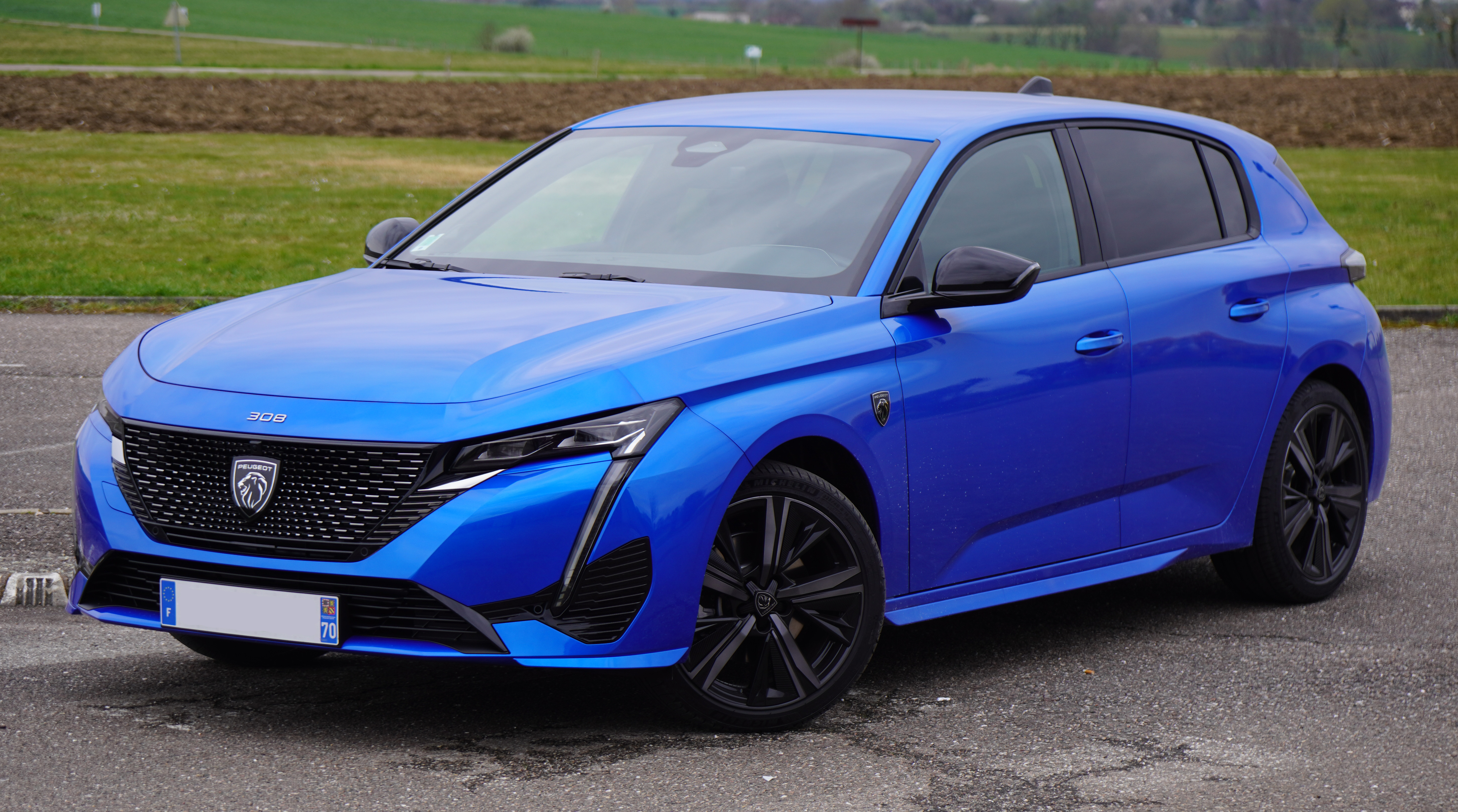
Peugeot 308 III (C)

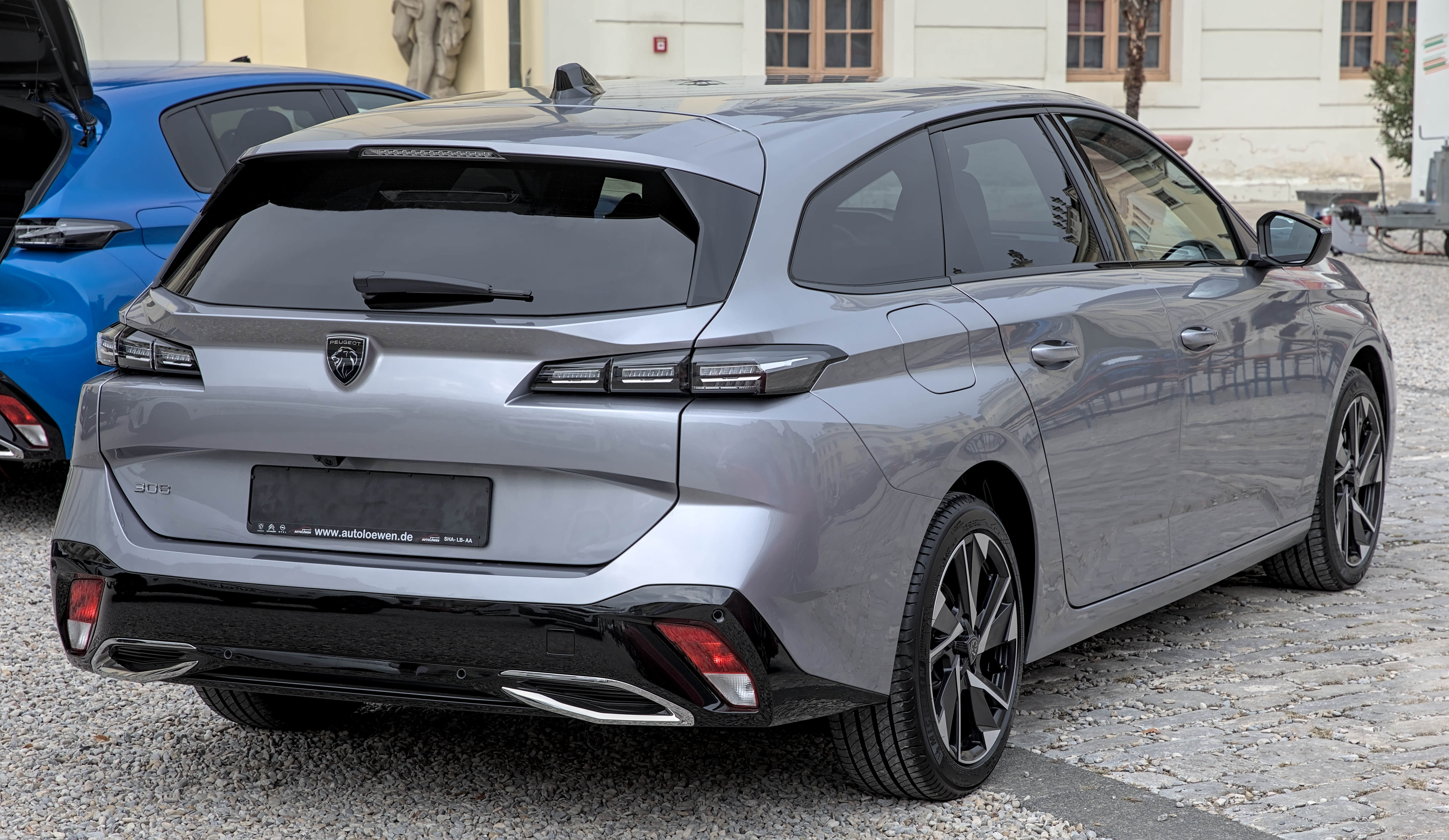
Peugeot 308 III SW (C)

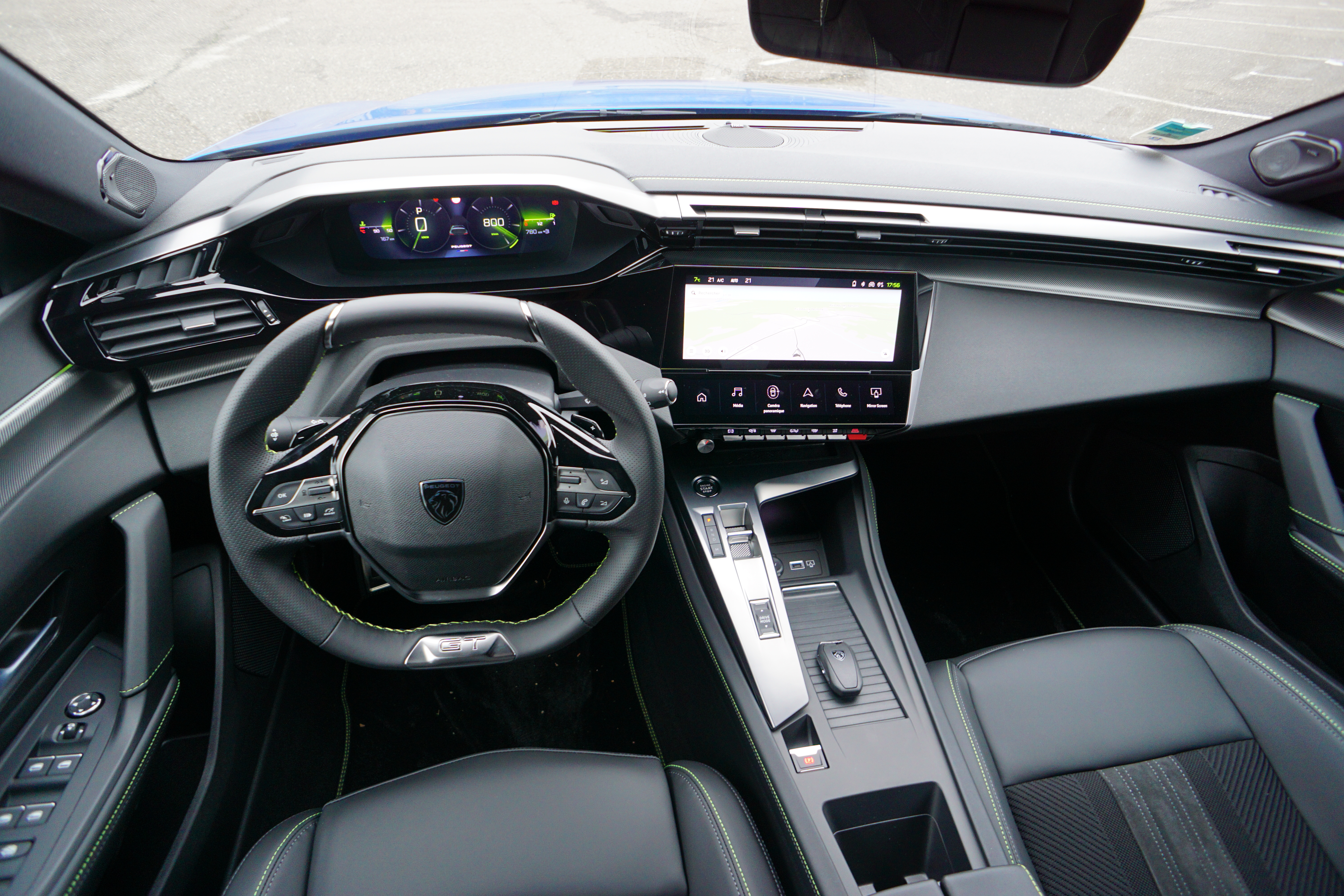
Салон

18 березня 2021 року представили нове покоління 308. Автомобіль розроблено на попередній платформі EMP2 з новим корпоративним дизайном.
На європейський ринок новий хетчбек Peugeot 308 надійшов в другій половині цього року. Трохи пізніше до нього повинен приєднатися універсал.

### Двигуни
- 1.2 L PSA EB2ADTD I3 turbo 110 к.с. 205 Нм
- 1.2 L PSA EB2DTS I3 turbo 130 к.с. 230 Нм
- 1.5 L PSA DW5 BlueHDI I4 (diesel) 130 к.с. 300 Нм
- 1.6 L PSA EP6FDT PHEV I4 + електродвигун 180 к.с. 360 Нм
- 1.6 L PSA EP6FDT PHEV I4 + електродвигун 225 к.с. 360 Нм

## Виробництво і продаж
| рік  | Європа  | світове виробництво | світові продажі | примітки                                               |
| 2007 | 43,256  | 106,056             | 82,500          |                                                        |
| 2008 | 231,804 | 304,131             | 290,100         |                                                        |
| 2009 | 225,949 | 233,700             | 252,100         |                                                        |
| 2010 | 180,575 | 226,600             | 226,200         |                                                        |
| 2011 | 155,272 | 201,929             | 203,998         | Загальний обсяг виробництва досягає 1 072 551 одиниць. |
| 2012 | 119,143 | 179,200             | 184,300         | Загальний обсяг виробництва досягає 1 251 700 одиниць. |
| 2013 | 99,697  |                     |                 |                                                        |
| 2014 | 161,515 |                     |                 |                                                        |
| 2015 | 213,764 |                     |                 |                                                        |
| 2016 | 194,650 |                     |                 |                                                        |
| 2017 | 157,422 |                     |                 |                                                        |
| 2018 | 153,651 |                     |                 |                                                        |
| 2019 | 141,060 |                     |                 |                                                        |
| 2020 | 90,324  |                     |                 |                                                        |
| 2021 | 53,356  |                     |                 |                                                        |
| 2022 | 90,160  |                     |                 |                                                        |